# Ford Motor Company
Ford Motor Company, beter bekend als Ford, is een Amerikaans automobielconcern dat auto's bouwt onder de eigen naam Ford en Lincoln. De auto's van Ford worden wereldwijd verkocht. In 2017 was het concern de op vier na grootste autobouwer ter wereld.

## Activiteiten
Ford is een van de grootste automobielfabrikanten ter wereld. In 2024 had het bedrijf 171.000 werknemers en zo'n 55 fabrieken en acht locaties voor onderzoek en ontwikkeling. De auto’s worden wereldwijd verkocht onder de merknamen Ford en Lincoln. Voor de verkopen beschikt Ford over ruim 9000 dealers, waarvan 8200 uitsluitend Ford voertuigen verkopen en de overige 800 verkopen Ford en Lincoln auto's of alleen Lincoln.
Vanaf 1 januari 2023 zijn de activiteiten over vijf groepen verdeeld:
- Ford Blue, benzine en hybride voertuigen
- Ford Model e, elektrische voertuigen
- Ford Pro, bedrijfsvoertuigen
- Ford Next, nieuwe mobiliteitsinitiatieven
- Ford Credit, financieringsafdeling voor klanten die auto’s met een lening willen kopen.

In 2024 verkocht Ford 4,5 miljoen voertuigen waarvan 2,2 miljoen in de Amerikaanse thuismarkt. In Europa zijn het Verenigd Koninkrijk en Duitsland de belangrijkste afzetmarkten voor Ford. De tweede afzetmarkt is de Volksrepubliek China met 0,4 miljoen voertuigen, een forse daling ten opzichte van 2017 toen nog 1,2 miljoen voertuigen werden verkocht. Hier werkt Ford samen met Chongqing Changan Automobile Co. in de joint venture Changan Ford Automobile Corporation. Deze 50/50 joint venture heeft vijf assemblage fabrieken met een productiecapaciteit van 1 miljoen voertuigen per jaar en verder een fabriek voor motoren en een voor versnellingsbakken.
In 2024 verkocht Ford 2,2 miljoen voertuigen in de Verenigde Staten met benzinemotoren of hybride uitvoeringen, de verkopen van elektrische voertuigen was met 70.000 stuks nog marginaal.
Per jaar geeft de onderneming zo'n 5% van de totale omzet uit aan de ontwikkeling van nieuwe modellen en productietechnieken.

### Resultaten
Ford heeft wereldwijd een marktaandeel van tussen de 6% en 7%, in de Amerikaanse thuismarkt ligt dit ongeveer tweemaal zo hoog. De omzet wordt vooral gerealiseerd door de verkopen van auto's en voor een klein deel door de financieringsactiviteiten. De resultaten schommelen sterk, tot 2009 leed Ford verlies wat in 2008 een piek bereikte door de effecten van de kredietcrisis. Vanaf 2009 gaat het financieel beter. De zeer hoge winst in 2011 was mede het gevolg van een zeer grote belastingmeevaller ter waarde van US$ 11,5 miljard. Noord-Amerika is de belangrijkste afzetmarkt en hier wordt bijna de volledige winst van Ford behaald. In 2021 werd de winst geflatteerd door een grote boekwinst van bijna US$ 10 miljard als een gevolg van de beursnotering van Rivian. In 2022 werd het resultaat negatief beïnvloed door een fors afwaardering op de waarde van het belang in Rivian.
| Jaar | Autoverkopen (in miljoen) | Wereldwijd marktaandeel | Marktaandeel in de VS | Omzet | Nettoresultaat |
| ---- | ------------------------- | ----------------------- | --------------------- | ----- | -------------- |
| 1960 |                           |                         |                       | 5,4   | 0,5            |
| 1970 |                           |                         |                       | 14,8  | 0,5            |
| 1980 |                           |                         |                       | 43,5  | 1,2            |
| 1990 |                           |                         |                       | 96,9  | 3,8            |
| 2000 |                           |                         |                       | 163,9 | 7,2            |
| 2005 | 6,8                       |                         | 17,0%                 | 177,1 | 2,0            |
| 2006 |                           |                         | 16,0%                 | 156,7 | −12,6          |
| 2007 |                           |                         | 14,6%                 | 168,9 | −2,8           |
| 2008 |                           |                         | 14,2%                 | 143,6 | −14,8          |
| 2009 |                           |                         | 15,3%                 | 116,3 | 2,7            |
| 2010 |                           |                         | 16,4%                 | 128,1 | 6,5            |
| 2011 | 5,7                       |                         | 16,5%                 | 135,6 | 20,3           |
| 2012 | 5,7                       | 6,9%                    | 15,2%                 | 133,6 | 5,6            |
| 2013 | 6,3                       | 7,3%                    | 15,7%                 | 146,9 | 7,2            |
| 2014 | 6,3                       | 7,2%                    | 14,7%                 | 144,1 | 3,2            |
| 2015 | 6,6                       | 7,3%                    | 14,7%                 | 149,6 | 7,4            |
| 2016 | 6,6                       | 7,2%                    | 14,6%                 | 151,8 | 4,6            |
| 2017 | 6,6                       | 7,0%                    | 14,7%                 | 156,8 | 7,6            |
| 2018 | 6,0                       | 6,3%                    | 14,1%                 | 160,3 | 3,7            |
| 2019 | 5,4                       | 6,0%                    | 13,8%                 | 155,9 | 0,05           |
| 2020 | 4,2                       | 5,8%                    | 13,2%                 | 127,1 | −1,3           |
| 2021 | 3,9                       | 5,1%                    | 12,4%                 | 136,3 | 17,9           |
| 2022 | 4,2                       | 5,0%                    | 13,1%                 | 151,8 | −2,0           |
| 2023 | 4,4                       |                         | 12,4%                 | 176,2 | 4,3            |
| 2024 | 4,5                       | 5,0%                    | 12,6%                 | 185,0 | 5,9            |

## Geschiedenis

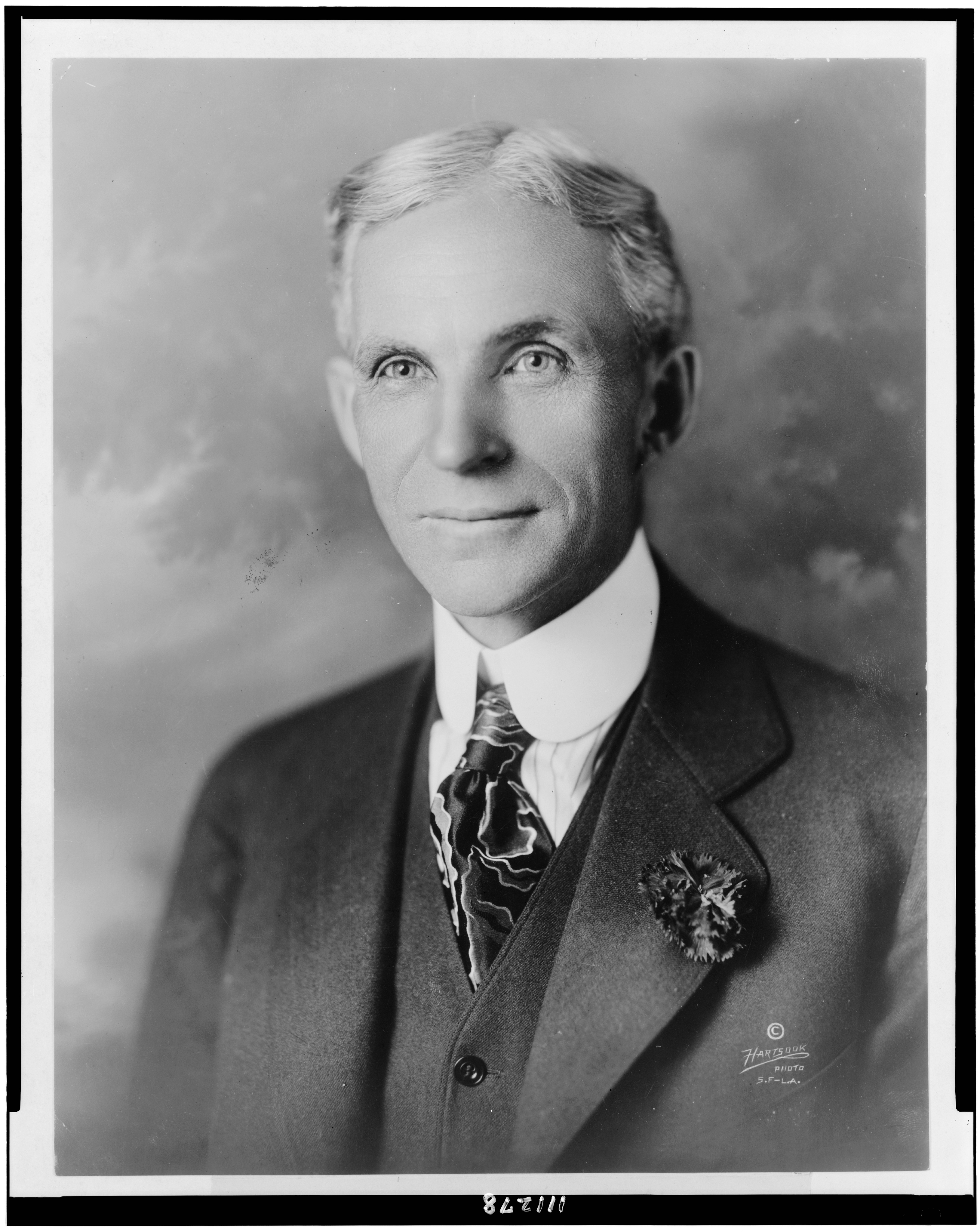
Henry Ford in 1919

### Voorgeschiedenis
Henry Ford werd in 1863 geboren. Hij raakte gefascineerd door machines toen hij met een stationaire stoommachine leerde werken. Na verschillende banen in die sector werd hij in 1891 ingenieur bij de Edison Illuminating Company. Twee jaar later promoveerde hij daar tot hoofdingenieur. Ford begon te experimenteren met benzinemotoren en kreeg eind 1893 een eencilindermotor aan het draaien. Die motor demonstreerde Henry op het aanrecht in de keuken aan zijn vrouw Clara. Op 4 juni 1896 voltooide hij zijn eigen quadricycle.
In 1899 richtte Ford samen met andere investeerders de Detroit Automobile Company op. Het bedrijf ging al in 1900 failliet na een geringe autoproductie. Een jaar later kwam er een doorstart met Henry Ford aan het roer. Hij hernoemde het bedrijf tot Henry Ford Company. Drie maanden later ging het bedrijf alweer failliet, waarop Ford en verschillende andere partners vertrokken. Na een nieuwe doorstart zou dat bedrijf uiteindelijk Cadillac worden.

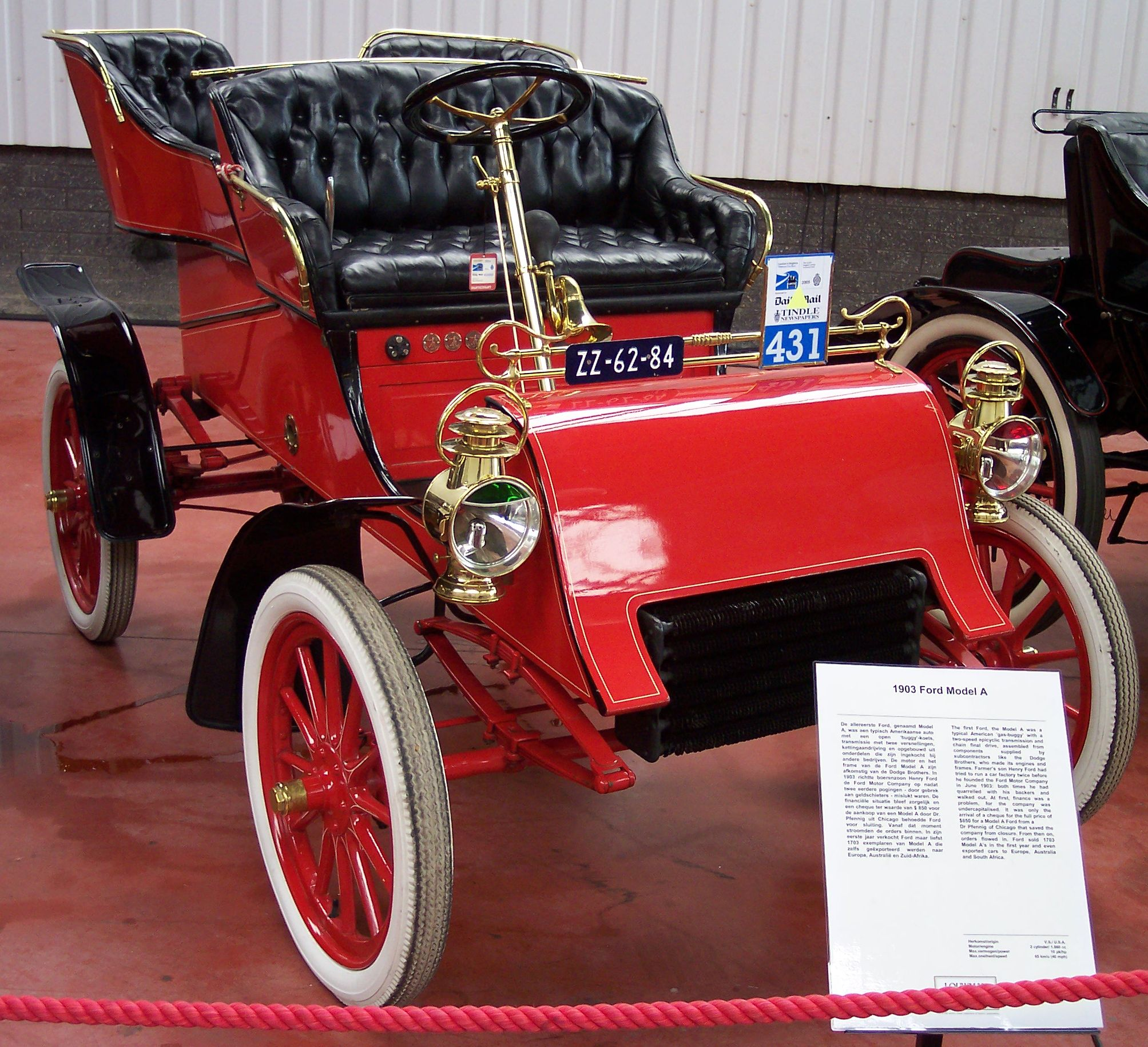
Ford Model A uit 1903

### Het begin
Op 16 juni 1903 richtten Henry Ford en elf investeerders in Michigan de Ford Motor Company op met een startkapitaal van US$ 28.000. Henry Ford ruilde de plannen van zijn auto en de zeventien patenten tegen 255 aandelen en werd hoofdingenieur en ondervoorzitter. De autoproductie begon in een omgebouwde wagenfabriek in Detroit met tien werknemers, die een paar exemplaren per jaar produceerden. Het eerste model was de Ford Model A die US$ 750 kostte. Ford richtte zich op auto's voor de gewone man tegen betaalbare prijzen. Ford introduceerde ook de mogelijkheid extra's toe te voegen tegen meerprijzen. Zo bood hij een optioneel lederen dak aan voor US$ 50. Op 17 augustus 1904 opende Ford zijn eerste buitenlandse vestiging. Ford Motor Company of Canada begon in 1905 in een kleine nieuwe fabriek in Walkerville (Ontario) te produceren.

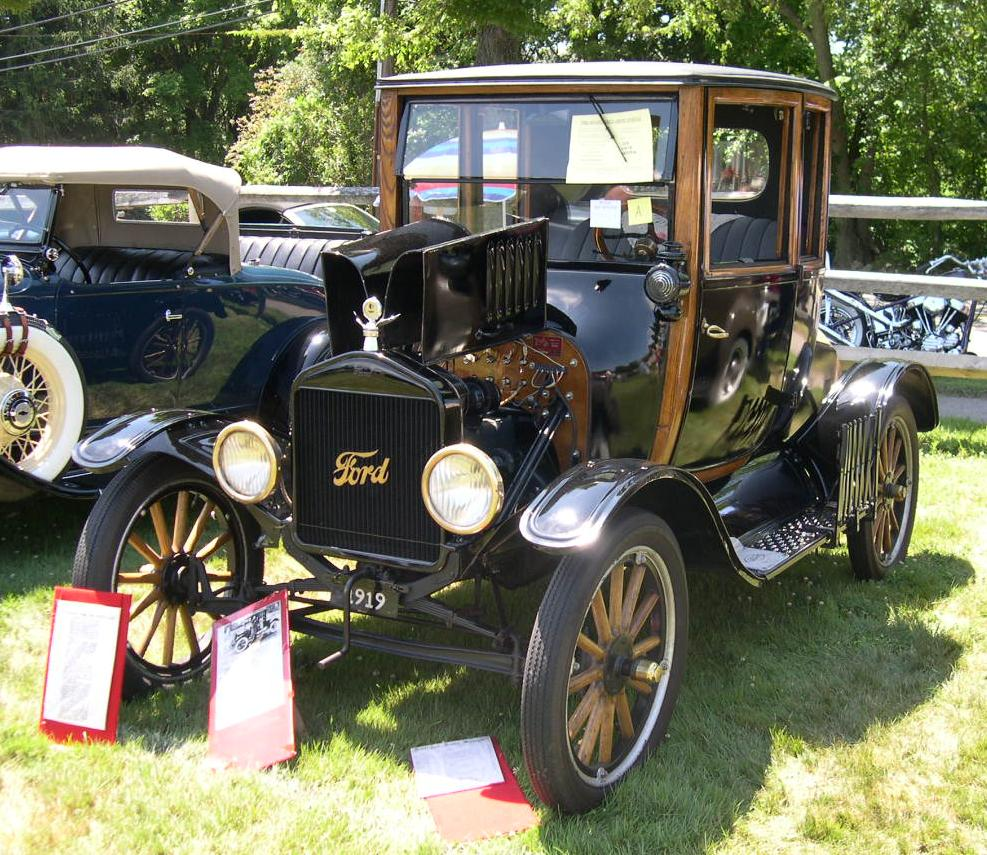
Ford Model T uit 1919

Reeds in 1906 groeide Ford uit tot de grootste autobouwer van de Verenigde Staten. Henry Ford werd algemeen directeur en grootaandeelhouder. Op 1 oktober 1908 introduceerde het bedrijf de succesvolle Ford Model T. Het model werd eerst in de fabriek in Piquette gemaakt. In 1910 verhuisde de productie naar een veel grotere fabriek in Highland Park. De legendarische Model T zou uiteindelijk een van de succesvolste automodellen ooit worden. De productie eindigde pas in 1927 na 15.458.781 gebouwde exemplaren.

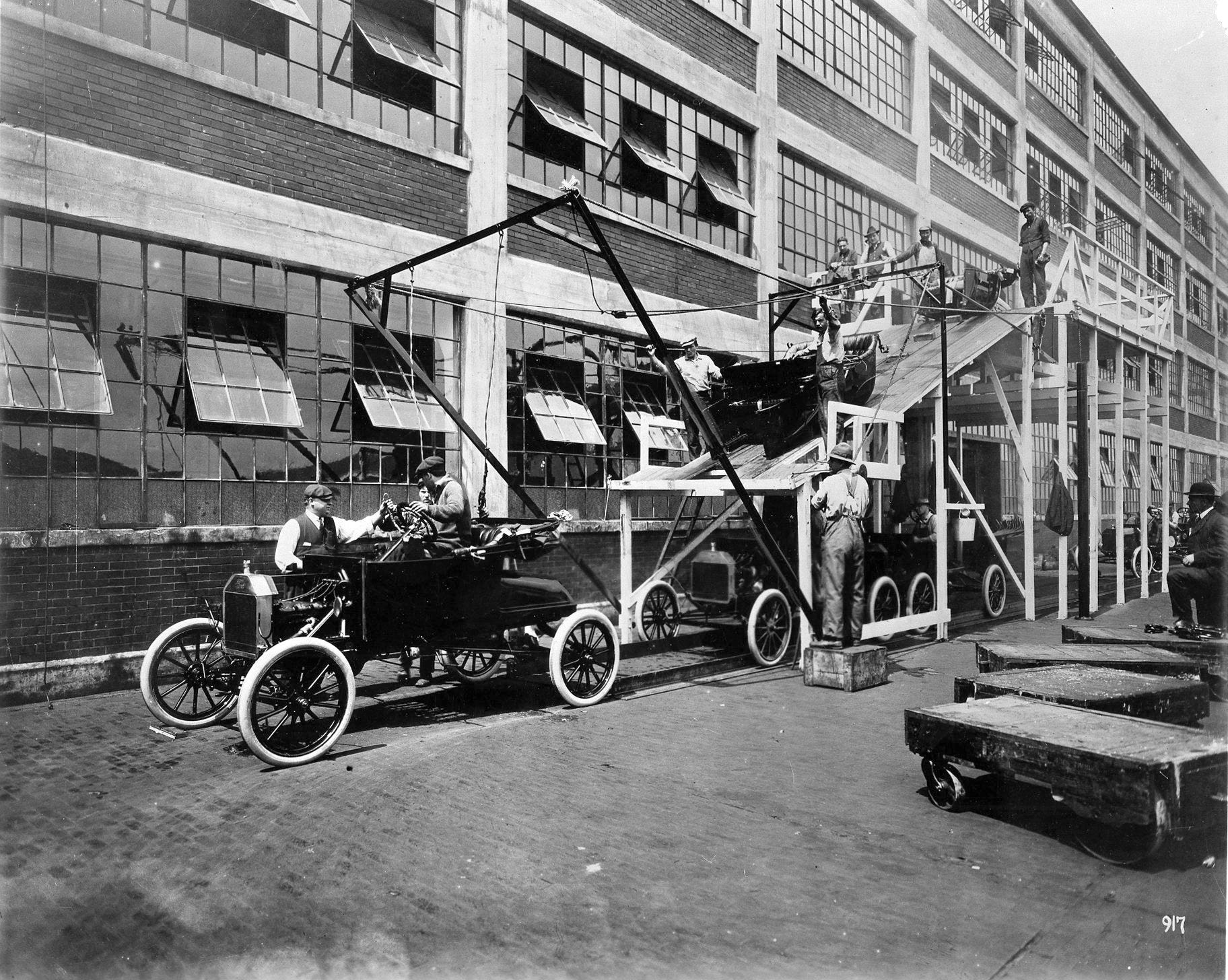
Ford assemblagelijn in 1913

### Innovatie en groei

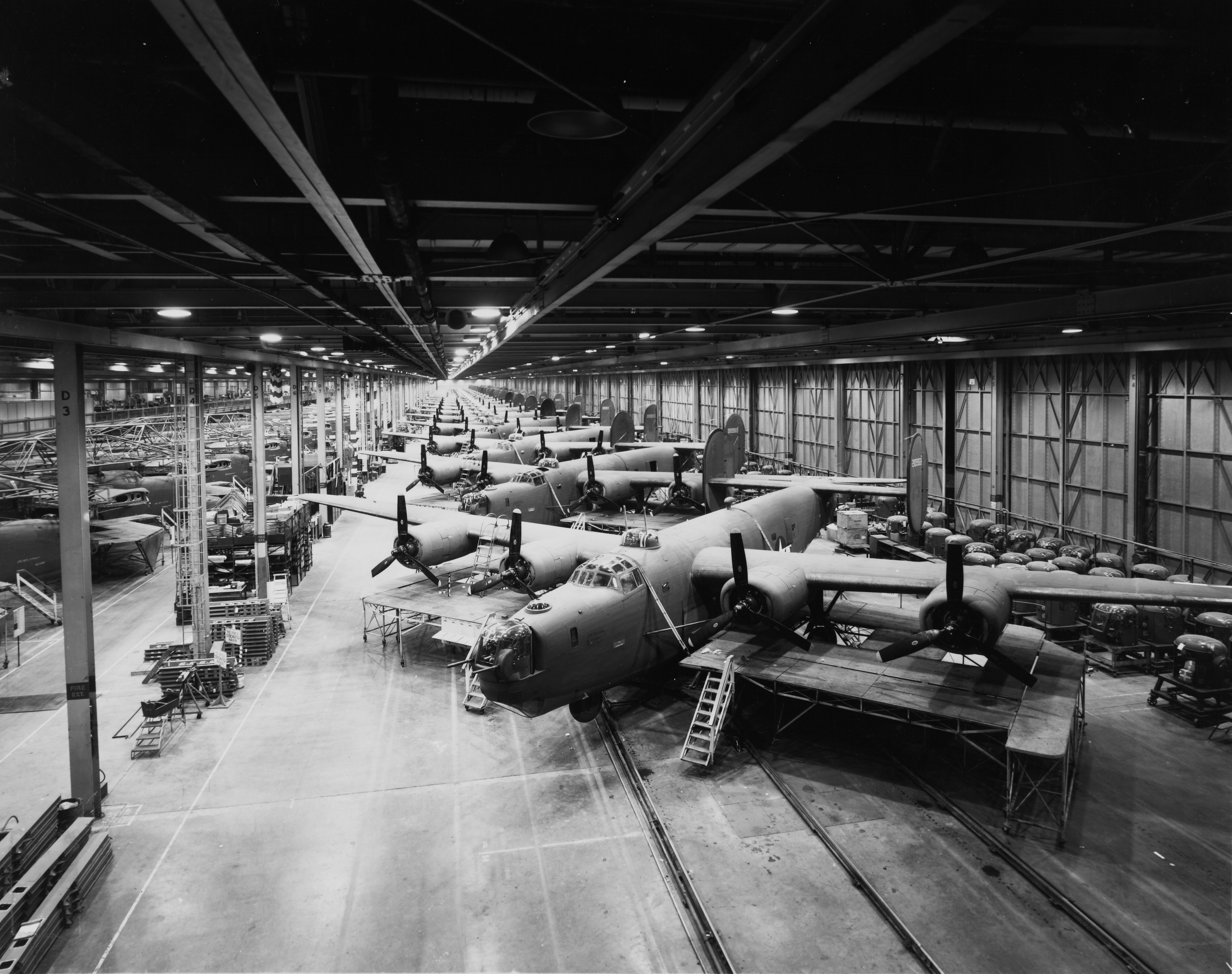
Productie van B-24 Liberators in de Willow Runfabriek

Op 7 oktober 1913 werd de fabriek in Highland Park omgeschakeld naar een bewegende assemblagelijn. Het chassis werd door werknemers op een slede door de fabriek getrokken. Later werden de sleden vervangen door karretjes op rails en mechanisch getrokken. Dit was niet de eerste lopende band, maar wel de eerste keer dat een volledige fabriek met het systeem werkte. De productietijd van een chassis daalde ermee van 12 uur en 30 minuten tot 2 uur en 40 minuten. In 1914 was de totale productietijd van een auto teruggebracht tot 1 uur en 33 minuten. De vernieuwingen werden echter niet door iedereen geapprecieerd en Ford had een hoog personeelsverloop.
Op 5 januari 1914 loste Ford het probleem van het personeelsverloop op door de lonen te verdubbelen tot US$ 5 per dag (hierover bestaan ook andere verklaringen; zie bv. Dodge), de diensten met één uur in te korten tot acht uren, en de invoer van de veertigurige werkweek. Door die maatregelen steeg de productiviteit per werknemer en daalde het personeelsverloop waardoor de kostprijs per auto daalde. Dit maakte het Ford mogelijk om zijn prijzen steeds verder te verlagen. Het bedrijf zette ook een netwerk van dealers (NL)/verdelers (V) op die gebonden waren aan zijn merk.
Tegen het einde van 1913 had Ford een marktaandeel van 50% in de VS, en in 1918 was de helft van de voertuigen op Amerikaanse wegen een Ford Model T. Een groot nadeel van de Ford T was dat je er niet vooruit een helling mee kon oprijden, vanwege de slecht geplaatste benzinetank. Tijdens de Eerste Wereldoorlog diende het Model T ook als basis voor een lichte vrachtwagen, de Ford Model TT, en enkele militaire voertuigen.

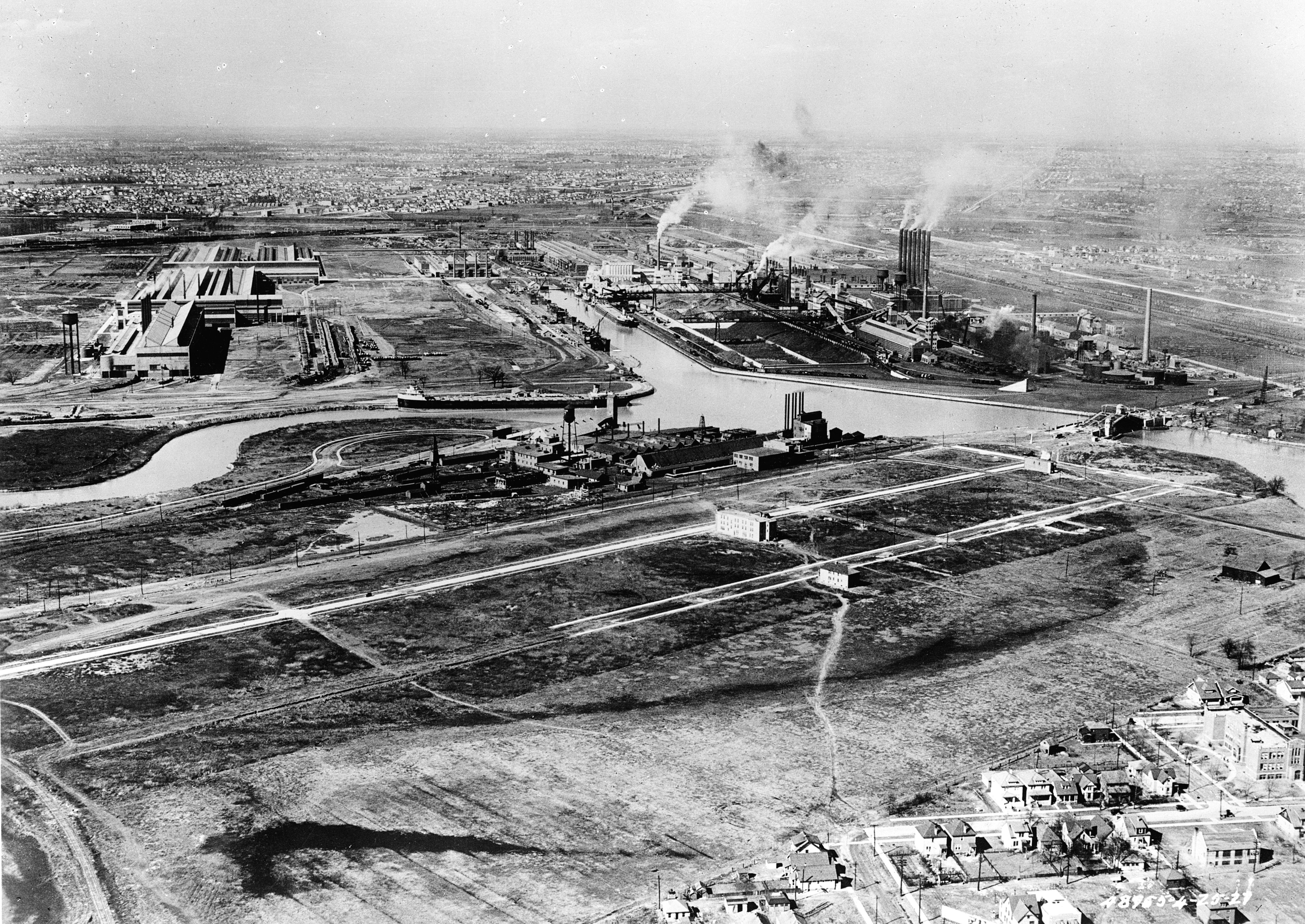
Fords River Rougefabriek rond 1941

In 1919 kwam Edsel Ford, Henry Fords zoon en enig kind, aan het hoofd van het bedrijf. Zijn vader bleef wel bij de besluitvorming betrokken. Ondertussen verloor Ford geleidelijk terrein aan General Motors. GM en buitenlandse merken hadden modernere en luxere modellen in de aanbieding dan de uit 1908 stammende Model T van Ford. Ford had een modern productieproces maar een conservatief management dat de vraag naar duurdere luxe modellen negeerde. Terwijl Ford uitsluitend de goedkope T aanbood, had GM een auto in elke prijsklasse. Bovendien konden klanten de duurdere modellen ook op krediet kopen. Ford wees die vorm van financiering aanvankelijk af, omdat die slecht zou zijn voor de klant en uiteindelijk zelfs de hele economie kon schaden. Vanaf december 1927 werd krediet toch mogelijk bij aankoop van een Ford Model A. De tweede Model A (de eerste dateerde van 1903) werd op 2 december 1927 gelanceerd als opvolger van de Model T. De fabrieken van die laatste hadden 7 maanden stilgelegen voor de conversie. De A werd uiteindelijk een succes en tot 1932 werden zo'n 5 miljoen exemplaren gebouwd.
In 1922 nam Ford de Lincoln Motor Company over om toch een plek te veroveren in de markt van luxeauto's. Dat was Lincoln zelf daarvoor overigens nog niet gelukt. In 1921 was de fabriek met de eerste Lincoln met V8 motor gekomen, die het voor die tijd forse bedrag van $ 4600 moest kosten (tegen circa US$ 300 voor een Ford). Als gevolg van de economische recessie die toen heerste, kwam de verkoop niet van de grond. Henry Ford zag wat in het bedrijf en nam het voor US$ 5 miljoen over. De belangrijkste concurrent van Lincoln was Cadillac. Hiermee concurreerde het ook voor de levering van presidentiële limousines in de VS. In 1939 richtte Ford zelf het merk Mercury op om ook een middenklasse auto te kunnen leveren. De leiding over de Lincolnfabriek gaf Henry aan Edsel, zodat ze elkaar niet zo voor de voeten liepen.

### De Tweede Wereldoorlog
Toen de Verenigde Staten de Europese geallieerde landen begonnen te steunen tegen nazi-Duitsland verwees president Roosevelt naar Detroit als het arsenaal van de democratie. Hiermee doelde hij op de vele autofabrieken in die stad die omgebouwd werden tot wapenfabrieken. Zowat alles, van kanonnen en tanks tot vliegtuigen, werd er gemaakt.
Als pacifist zag Henry Ford oorlog dat als tijdverlies en hij wilde ook geen winst maken door er aan mee te werken. Dat veranderde pas met de Japanse aanval op Pearl Harbor van 7 december 1941.
Op 1 maart 1941 begon Ford met de productie van Jeeps voor het Amerikaanse leger in zijn River Rougefabriek. De civiele productie bleef daarnaast nog gewoon verdergaan tot 1 februari 1942. Daarna schakelde het bedrijf volledig over op oorlogsproductie. Vanaf augustus 1943 begon Ford ook met de massaproductie van de B-24, een vliegtuig van Consolidated Aircraft, dat één exemplaar per dag kon bouwen in een vliegtuigfabriek. Ford bouwde er één per uur en op het hoogtepunt 650 per maand in twee ploegen van elk 9 uur. Speciaal hiervoor werd de Willow Runfabriek gebouwd. De oorlogsproductie liep tot 28 juni 1945 en op 3 juli van dat jaar werd de civiele productie hervat. Ford had op dat moment 287.000 Jeeps, 8685 B-24 Liberator bommenwerpers en 57.178 Pratt & Whitney R-2800 Double Wasp vliegtuigmotoren geproduceerd.

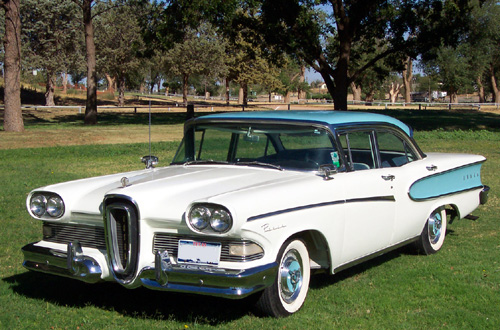
Edsel Pacer uit 1958

### Na de Tweede Wereldoorlog

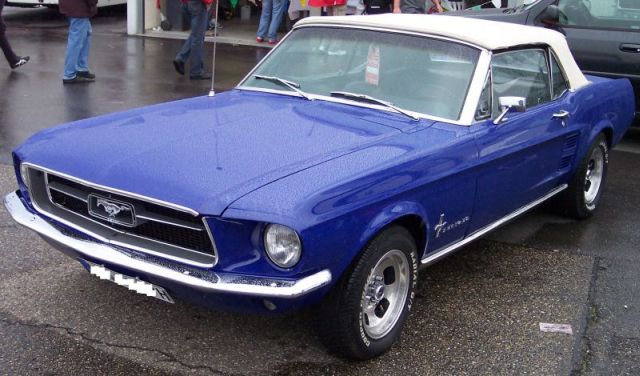
Ford Mustang uit 1967

Begin 1943 was Edsel Ford gestorven aan maagkanker, waarop Henry Ford opnieuw directeur werd. In 1945 werd zijn kleinzoon, Henry Ford II, de nieuwe directeur. Henry I was slechts even directeur geweest, omdat Edsel stierf in 1943 terwijl Henry II in de oorlog vocht. Henry Ford I stierf op 7 april 1947. Op 9 november 1960 werd Henry Ford II CEO en werd zijn directeurspositie overgenomen door Robert McNamara. Vijf weken later werd die door de net verkozen president John F. Kennedy aangesteld als hoofd van het ministerie van Defensie. McNamara was de eerste directeur van buiten de familie Ford. Hij was voor een groot deel verantwoordelijk voor Fords uitbreiding en succes in de naoorlogse periode.
Begin jaren 50 had Ford nog steeds zo'n 43% van de Amerikaanse automarkt in handen. In de midden- en topklasse, waarin respectievelijk de Mercury en Lincoln zich bevonden, had Ford een aandeel van slechts 13%. Henry Ford II bedacht dat Ford een nieuw topmodel nodig had. Op 7 april 1955 werd het plan daartoe, dat de toepasselijke naam The Big Plan kreeg, goedgekeurd. De nieuwe auto kreeg de voorlopige naam E-Car. De divisie Special Products werd opgericht om hem te bouwen. Niet veel later kreeg de auto zijn definitieve naam Edsel, ter ere van Henry Fords overleden zoon. Terwijl de Edsel in volle ontwikkeling was kregen Fords modellen voor 1956 een aantal nieuwigheden waaronder de eerste veiligheidsgordel.
De Edsel werd uiteindelijk gelanceerd op 4 september 1957. Net op dat moment verkeerde de Amerikaanse economie in een recessie. De uitrusting van de auto werd door Consumer Reports bovendien omschreven als niet meer dan gadgets en de wegligging werd als zeer slecht ervaren. De Edsel werd nauwelijks verkocht en werd in november 1960 van de markt gehaald. Ford verloor zo'n US$ 350 miljoen (in toenmalige geldwaarde) aan het project.

### De beursgang
Op 17 januari 1956 deed Henry Ford II wat zijn grootvader nooit had willen doen. Hij bracht Ford naar de beurs. 10,2 miljoen aandelen kwamen op de markt en brachten meer dan US$ 600 miljoen op. Ongeveer 8% van de aandelen was gereserveerd voor individuele investeerders. In één klap had Ford zo'n 350.000 nieuwe eigenaars. De familie Ford bleef ongeveer 40% van de aandelen in handen houden.
Ford kwam de mislukking van de Edsel weer te boven met de introductie van de compacte Ford Falcon in 1960 en de intussen legendarische Ford Mustang in 1964. In 1967 werden de Europese afdelingen in Duitsland en het Verenigd Koninkrijk – Ford Frankrijk was in 1954 reeds verkocht aan Simca – samengevoegd tot Ford of Europe. De verschillende Europese afdelingen maakten tot dan hun eigen modellen. Met de introductie van de Ford Escort in 1968 veranderde dit.
De eerste samenwerking van Ford met het Japanse Mazda kwam al in 1969 tot uiting in een joint venture voor de productie van automatische versnellingsbakken. In 1979 nam Ford een belang van 25% in het Japanse merk. Beide bedrijven begonnen met samenwerking op verschillende vlakken, waaronder de productie van modellen in elkaars fabrieken en de bouw van gezamenlijke modellen. In 1996 verhoogde Ford zijn aandeel in Mazda tot 33,4%.

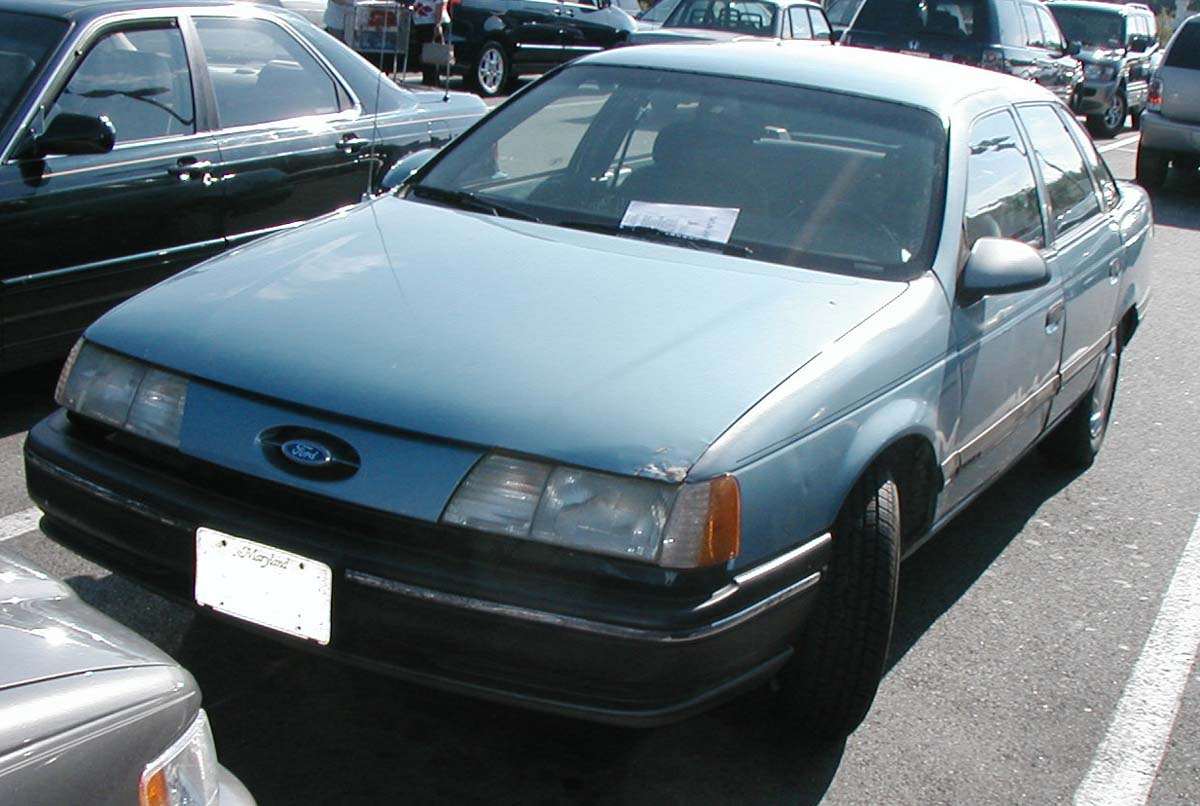
Ford Taurus uit 1986-1991

### Achteruitgang
De jaren 70 begonnen goed voor Ford. In 1970 realiseerde het bedrijf een recordomzet van US$ 15 miljard. Er werkten 432.000 mensen voor Ford, waarvan 230.000 in de Verenigde Staten. Zij produceerden in dat jaar 3,7 miljoen personenauto's, 1 miljoen bedrijfswagens en bijna 100.000 landbouwtrekkers. Ondertussen begonnen geïmporteerde merken terrein te winnen. Europese en vooral Japanse kleine auto's wonnen steeds meer aan populariteit op de grote Amerikaanse markt. Zeker na de oliecrisis van 1973 werd dit een trend.
Ford wilde daarom ook een kleine auto. Dat model, de Ford Pinto, werd in 1971 geïntroduceerd. De Pinto begon heel sterk, tot bleek dat bij een aanrijding aan de achterzijde de benzinetank kon ontploffen. Ford had de goedkope Pinto zo snel op de markt willen brengen dat het probleem niet was opgelost. De auto werd bekend als Amerika's dodelijkste auto (door Mother Jones magazine) en in 1978 riep Ford 1,5 miljoen Pinto's terug naar de fabriek. De productie van het model werd in 1980 gestopt.
Intussen was het tij allang gekeerd voor Ford. In 1982 maakte het bedrijf US$ 1,5 miljard verlies. Daarop verbeterde de economie weer en in 1984 kon Ford het tij opnieuw keren met een winst van US$ 2,9 miljard. In 1986 behaalde het bedrijf met US$ 3,3 miljard winst voor het eerst sinds 1924 betere resultaten dan grote concurrent General Motors.
Toch kwam die ommekeer niet vanzelf. Ford had zichzelf een nieuwe filosofie van kwaliteit aangemeten met de slogan quality is job one. Tussen 1980 en 1987 werden 15 fabrieken, waaronder drie Noord-Amerikaanse assemblagefabrieken, gesloten en gingen 50.000 banen verloren. Ford kwam ook met een nieuwe stijl met afgeronde vormen waarvan de Ford Taurus uit 1986 de eerste vrucht was. Die Taurus staat ook als een mijlpaal in de Amerikaanse auto-industrie als de eerste Amerikaanse wereldauto. De productie werd in 2006 beëindigd na meer dan 7.000.000 exemplaren.

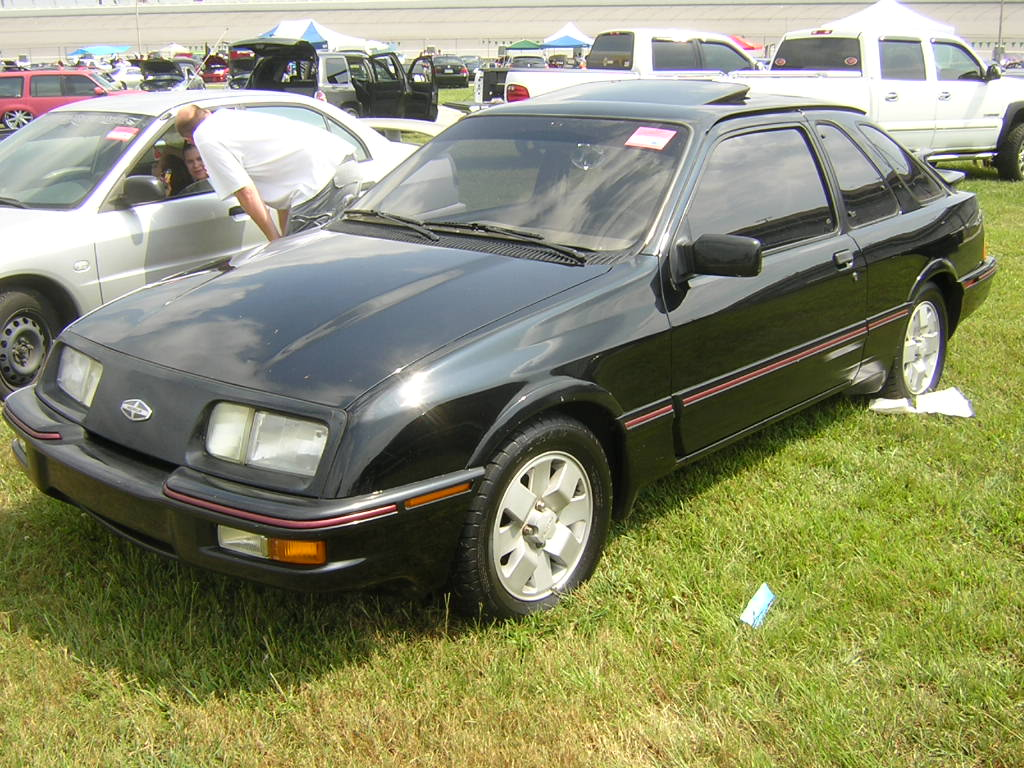
Merkur XR4Ti, in Europa de Ford Sierra

### Nieuwe merken
In 1985 lanceerde Ford het nieuwe merk Merkur in een nieuwe poging om Europese modellen te verkopen op de Amerikaanse markt. Dat was in de jaren 1970 al geprobeerd – en gelukt – met de Ford Capri. Het woord Merkur is het Duitse woord voor Mercurius en de auto's werden geassembleerd door Ford Europa in Duitsland. Het merk heeft slechts twee modellen verkocht in Noord-Amerika: de Merkur XR4Ti, – in Europa de Ford Sierra – en de Merkur Scorpio (Ford Scorpio). Beide modellen waren zeer succesvol op de Europese markt maar werden in Amerika slecht verkocht. Merkur werd in 1989 weer stopgezet. Voor het falen worden verschillende redenen aangegeven: de moeilijk uitspreekbare naam – de reclamemakers drongen aan op het gebruik van de correcte Duitse uitspraak merkoer –, de in Amerika ongewone vormgeving van de auto's en de wisselkoersschommelingen tussen Duitsland en de VS.
In 1987 nam Ford een meerderheidsbelang in het Britse sportwagenmerk Aston Martin. Daarmee werd niet bepaald een winstmaker in huis gehaald, maar wel een prestigemerk. Aston Martin was in het verleden al drie keer failliet gegaan en produceerde in 1992 bijvoorbeeld slechts 42 auto's. In 1994 werd Ford volledig eigenaar en daarna begon het de goede kant op te gaan. In 2005 werden 4400 exemplaren verkocht en werd voor het eerst in zo'n 40 jaar winst gemaakt. Het merk wil uiteindelijk aan 5000 stuks per jaar komen. Toch werd Aston Martin in 2006 te koop gezet om Fords rode cijfers te compenseren.
In 1989 nam Ford Jaguar – nog een Brits prestigemerk – over. Ford liet het hele bedrijf doorlichten en het hele gamma werd herzien. De productiekwaliteit, die de voorgaande jaren niet al te best was geweest, begon ook te verbeteren. Onder andere bij het vlaggenschip, de XJ, was dit te zien. Desondanks heeft Jaguar sinds de overname nooit winst gemaakt en het is eind 2007 weer van de hand gedaan.

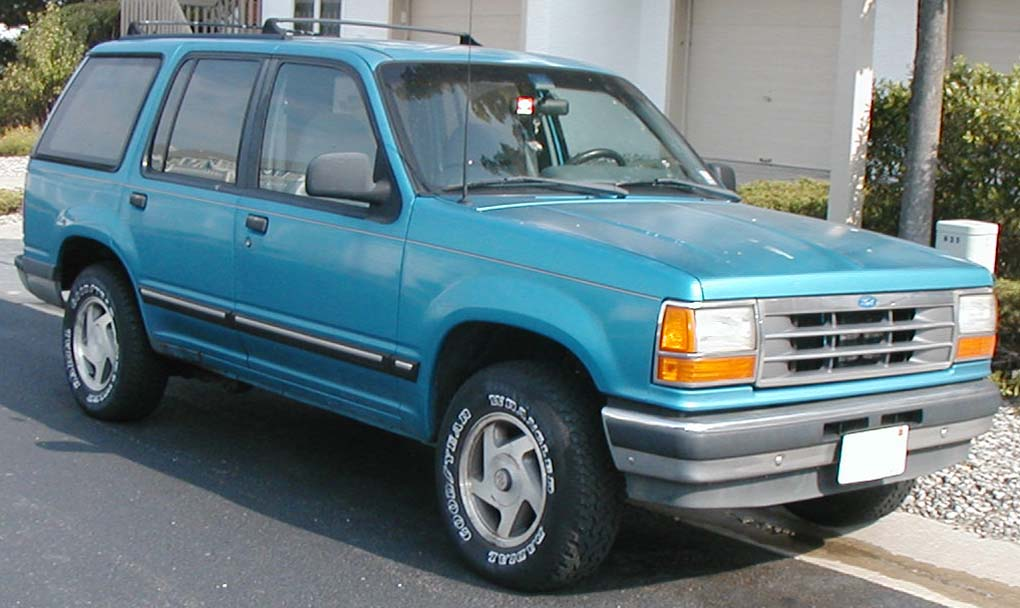
Ford Explorer uit 1991-1994

Op 30 december 1987 nam de Park Ridge Corporation, een bedrijf opgericht door Ford, het autoverhuurbedrijf The Hertz Corporation over. In 1993 fuseerden die twee en een jaar later werd Hertz overgenomen door Ford dat 54% in handen kreeg. In 1997 bracht Ford 19% van Hertz naar de beurs. In maart 2001 werden 18,5% van die aandelen terug gekocht.
In december 2005 werd Hertz voor US$ 5,6 miljard (€ 4,4 miljard) verkocht aan een groep Amerikaanse investeringsmaatschappijen. Met inbegrip van een schuldenberg van US$ 9,4 miljard (€ 7,4 miljard) is de verkoop US$ 15 miljard (€ 11,8 miljard) waard. Ford wilde met de verkoop geld in het laatje brengen en een niet-kernactiviteit afstoten.
Begin jaren 90 stond Ford ook aan de basis van de Sports Utility Vehicle. De Ford Explorer uit 1991 was 12 jaar lang de best verkochte SUV in de VS. Die Explorer was in 2000 het onderwerp van zwaar gezichtsverlies voor Ford. Er waren al honderden ongevallen mee gebeurd die Ford weet aan slechte banden. Onder druk van de massale media-aandacht riep Ford 13 miljoen van die banden, die overigens van Bridgestone kwamen, terug, wat de autobouwer US$ 3 miljard (€ 2,36 miljard) kostte. In mei 2001 liet Bridgestone Ford vallen als klant. Na een overheidsonderzoek bleken de banden inderdaad de hoofdoorzaak van de ongevallen te zijn.
Eind jaren 90 waren verschillende autoconcerns, waaronder GM en FIAT, geïnteresseerd in Volvo. Uiteindelijk won Ford de strijd en in 1999 nam het de Zweedse autobouwer over voor US$ 6,45 miljard (€ 5 miljard). Dat kon er toen nog af daar Ford dat jaar nog US$ 6,57 miljard of zo'n € 5,17 miljard winst maakte. Volvo betekende een versterking van Ford in de markt van luxeauto's en het was de bedoeling dat zou worden samengewerkt met de andere luxemerken, met name Lincoln en Jaguar.
In 1994 nam BMW de Rover Group over en nam daarmee ook Land Rover in huis. In 2000 verkocht het die laatste aan Ford Motor Company. Het terreinwagenmerk werd in de in 1999 opgerichte Premier Automotive Group ondergebracht.
Op 30 oktober 2001 nam William Clay Ford de positie van CEO over en had Ford voor het eerst in meer dan 25 jaar weer een lid van de familie Ford aan het hoofd.

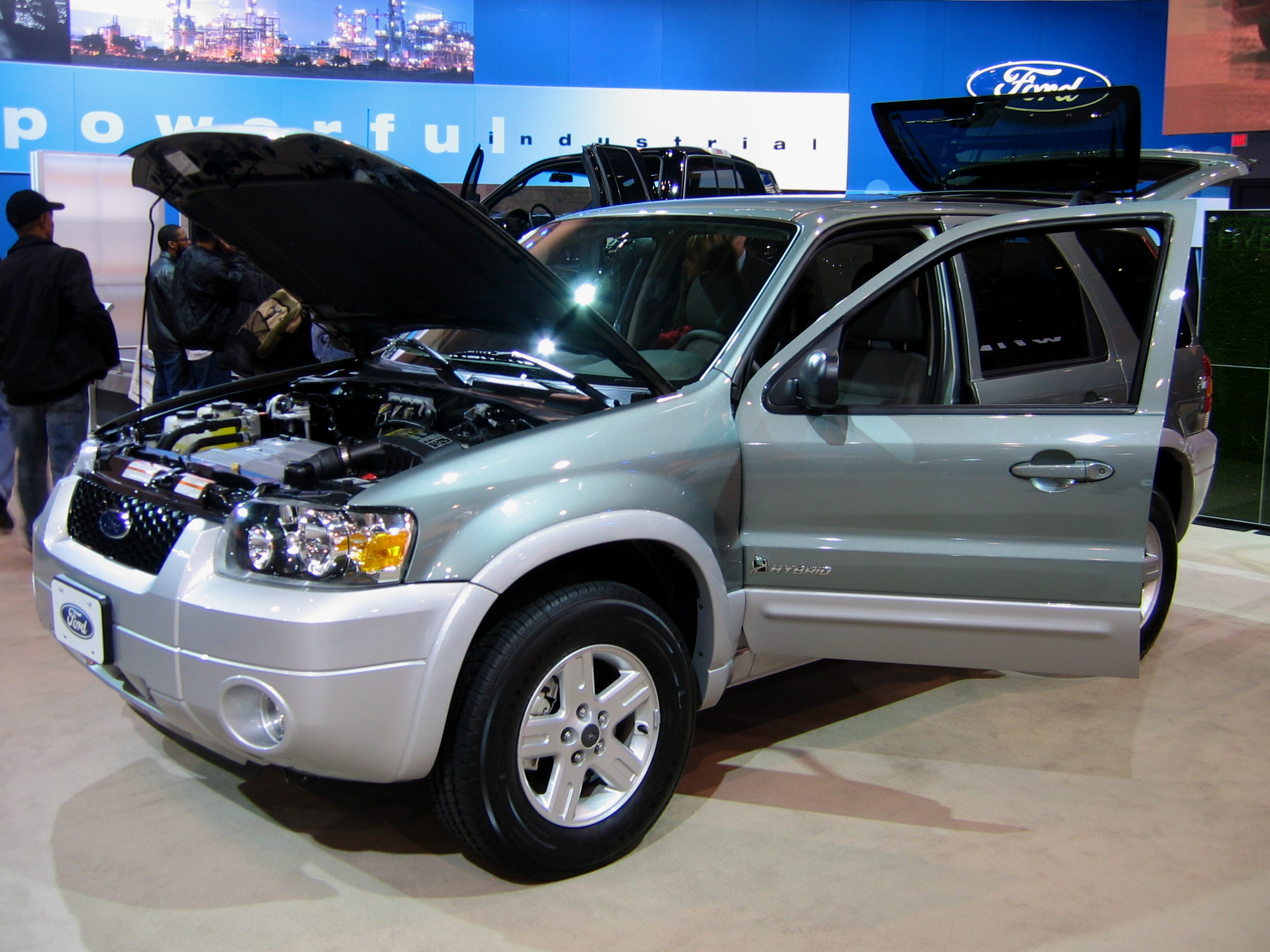
Ford Escape hybride in 2006

### The Way Forward (De Weg Vooruit)
In het begin van de 21e eeuw ging het financieel niet goed met Ford. Daarom werd besloten tot een reorganisatie, Bold Moves (Grote Stappen) genoemd. Deze reorganisatie kreeg de naam, The Way Forward (De Weg Vooruit). Doelstelling van deze reorganisatie was het reduceren van vaste kosten. Als gevolg daarvan werden vele fabrieken gesloten en ook tienduizenden banen kwamen te vervallen. Door de kredietcrisis werd dit programma vanaf 2008 versneld. In 2011 bestaat Ford daardoor alleen nog maar uit de merken Ford en Lincoln. Alle andere merken werden verkocht (Aston Martin, Jaguar, Land Rover en Volvo), opgeheven (Mercury) of het belang werd teruggeschroefd (Mazda). Per november 2010 heeft Ford nog maar 3% van de aandelen van Mazda.
Ford besloot zich terug te trekken van de Zuid-Amerikaanse markt. In mei 2019 staakte Ford de productie in Argentinië en vijf maanden later werd de sluiting van de oudste fabriek in Brazilië aangekondigd. Met deze actie gaan 2700 banen verloren. De fabriek in Sao Bernardo do Campo werd in 1967 geopend en produceerde aanvankelijk personenauto's, maar na 2001 werden het vrachtwagens. In januari 2021 werd de sluiting van nog eens drie fabrieken in het land aangekondigd met een verlies van 5000 arbeidsplaatsen.
In juni 2019 maakte Ford bekend ruim 20% van alle banen bij zijn Europese divisie te schrappen. Voor jaareinde 2020 worden zes van de 24 fabrieken en kantoren vestigingen gesloten en hierbij gaan 12.000 banen verloren. Met name Duitsland (5000 banen), het Verenigd Koninkrijk (3000) en Rusland (2000) worden geraakt. Ford kampt met tegenvallende verkopen in deze regio en leed een verlies van US$ 400 miljoen vóór rente en belastingen in 2018. Het kondigde ook een nieuwe strategie aan voor Europa. Het wil nieuwe automodellen introduceren die milieuvriendelijker zijn. Verder worden de activiteiten opnieuw verdeeld over drie nieuwe divisies, met elk eigen management: bedrijfswagens, personenauto’s en importmodellen.
In april 2019 maakte Ford bekend voor US$ 0,5 miljard te investeren in Rivian om samen een elektrische auto te ontwikkelen. In november 2021 werd Rivian beursgenoteerd, het 12% aandelenbelang van Ford was daarmee zo'n US$ 10 miljard waard.
Begin 2022 maakte Ford bekend de elektrische auto-activiteiten apart te plaatsen en financieel te verantwoorden. Er is nog geen sprake van een afsplitsing, maar dat wordt met deze maatregel wel gemakkelijker gemaakt. Ford wil in het 2030 dat de helft van alle autoverkopen elektrische auto's betreffen. Voor de kortere termijn verwacht het bedrijf binnen vier jaar al minstens twee miljoen elektrische voertuigen te verkopen. Het nieuwe bedrijfsonderdeel krijgt de naam Ford Model e en zal separaat de resultaten bekendmaken. De activiteiten met verbrandingsmotoren gaan verder als Ford Blue.
In november 2024 maakte Ford plannen bekend om 4000 banen te schrappen in Europa. Dit is een gevolg van een tegenvallende economie en een lagere verkoop van elektrische wagens. In Duitsland gaan ongeveer 2900 banen verloren en in het Verenigd Koninkrijk ruim 800. Deze reductie moet tegen het jaar 2027 zijn voltooid. In Europa werken nu nog zo'n 28.000 mensen bij de autofabrikant.

## Mijlpalen
- 16 juni 1903: Oprichting van Ford Motor Company.
- 20 juli 1903: Verkoop van de eerste auto, een Ford Model A, in Detroit.
- 17 augustus 1904: Opening van de eerste buitenlandse fabriek in Canada.
- 22 oktober 1906: Henry Ford wordt directeur en meerderheidsaandeelhouder.
- 1906: Ford wordt de grootste autobouwer van de Verenigde Staten.
- 1 oktober 1908: Introductie van de legendarische Ford Model T.
- 1911: Opening van de eerste overzeese fabriek in Manchester (Verenigd Koninkrijk).
- 7 oktober 1913: Ford voert de lopende band in.
- 10 december 1915: Bouw van de 1 miljoenste Ford.
- 27 juli 1917: Introductie van Fords eerste vrachtwagen, de Ford Model TT.
- 1 januari 1919: Henry Fords zoon, Edsel Ford, wordt directeur.
- 1921: Bouw van de 5 miljoenste Ford.
- 1922: Overname van Lincoln Motor Company.
- 1923: In Port Elizabeth (Zuid-Afrika) wordt de eerste autoassemblagelijn van Afrika opgestart voor de bouw van Model T's.
- 1923: Bouw van de 10 miljoenste Ford.
- 6 maart 1924: Oprichting van de Ford Motor Company of Holland.
- 1925: Oprichting van Ford Duitsland.
- 26 mei 1927: Henry en Edsel Ford rijden de laatste Model T van de assemblagelijn in Highland Park.
- 31 december 1927: De allerlaatste Model T komt van de band in het Verenigd Koninkrijk.
- 1933: Ford zakt naar de derde plaats in de VS, na General Motors en Chrysler.
- 1937: Bouw van de 25 miljoenste Ford.
- 1939: Ford richt het merk Mercury op.
- 1 maart 1941-28 juni 1945: Oorlogsproductie voor het Amerikaanse leger.
- 7 april 1947: Oprichter Henry Ford sterft.
- 1950: Ford verslaat Chrysler als de tweede autobouwer van de VS.
- 17 januari 1956: Fordaandelen komen op de beurs.
- 1955: de legendarische thunderbird kwam op de markt.
- 1958-1960: Begin en einde van het nieuwe merk Edsel.
- 1959: Bouw van de 50 miljoenste auto.
- 1964: Introductie van de legendarische Ford Mustang.
- 1967: De Europese divisies gaan samen in Ford of Europe.
- 1978: Bouw van de 150 miljoenste auto.
- 1979: Ford neemt een belang van 25% in Mazda.
- 1981: De assemblagefabriek van Ford Nederland te Amsterdam wordt gesloten.
- 1985-1989: Begin en einde van het nieuwe merk Merkur.
- 7 september 1987: Ford neemt 75% van Aston Martin over.
- 30 december 1987: Overname van The Hertz Corporation, een autoverhuurbedrijf.
- 1988: Ford maakt US$ 5,3 miljard (€ 4,15 miljard) winst; tot 1999 een record in de auto-industrie.
- 1 december 1989: Ford neemt Jaguar Cars over.
- 1989-1994: Ford Australia produceert de Mercuri Capri.
- 16 mei 1996: Fords belang in Mazda stijgt tot 33,4%.
- 1 januari 1996 Ford verkoopt de landbouw aandelen aan Fiatagri, die onder de naam New Holland verdergaat.
- 1996: Bouw van de 250 miljoenste auto.
- 1997: Verkoop van de afdeling zware vrachtwagens aan Freightliner.
- 1 maart 1999: Overname van Volvo.
- 19 maart 1999: Oprichting van de Premier Auto Group die de Britse merken en Lincoln omvat. Volvo komt er later bij en Lincoln gaat er in 2002 weer uit.
- 1999: Ford noteert een winst van US$ 7,2 miljard (€ 5,64 miljard) en breekt daarmee zijn eigen record uit 1988.
- 30 juni 2000: Overname van Land Rover van BMW.
- 2003: Ford viert zijn 100e verjaardag.
- 2005: Fords marktaandeel daalt voor het tiende jaar op rij tot 17,4% en de positie van best verkochte merk in de VS wordt verloren aan Chevrolet.
- 23 januari 2006: Ford kondigt het herstructureringsplan The Way Forward (De Weg Vooruit) aan. 14 Amerikaanse fabrieken en 30.000 banen staan op de tocht.
- 2006: Ford koopt de merknaam Rover van BMW.
- 12 maart 2007: Ford maakt op een persconferentie bekend dat Aston Martin verkocht wordt aan een consortium van investeerders onder leiding van de Britse manager Dave Richards.
- 20 december 2007: Ford maakt bekend dat Jaguar en Land Rover aan Tata verkocht worden voor £ 1 miljard, zo'n € 1,5 miljard (18/04/2008).
- 2009: Ford maakt voor het eerst sinds jaren weer nettowinst.
- 2 augustus 2010: Verkoop van Volvo aan Geely wordt geëffectueerd. Geely betaalde US$ 1,8 miljard voor Volvo Cars.
- 18 november 2010: Ford vermindert zijn aandeel in Mazda tot 3%.
- 4 januari 2011: de laatste Mercury Grand Marquis rolt van de band en daarmee komt een einde aan het merk Mercury
- 24 oktober 2012: Er wordt besloten om in 2014 de deuren van Ford Genk definitief dicht te doen. Dit op de dag van zijn 50-jarig bestaan.

## Merken

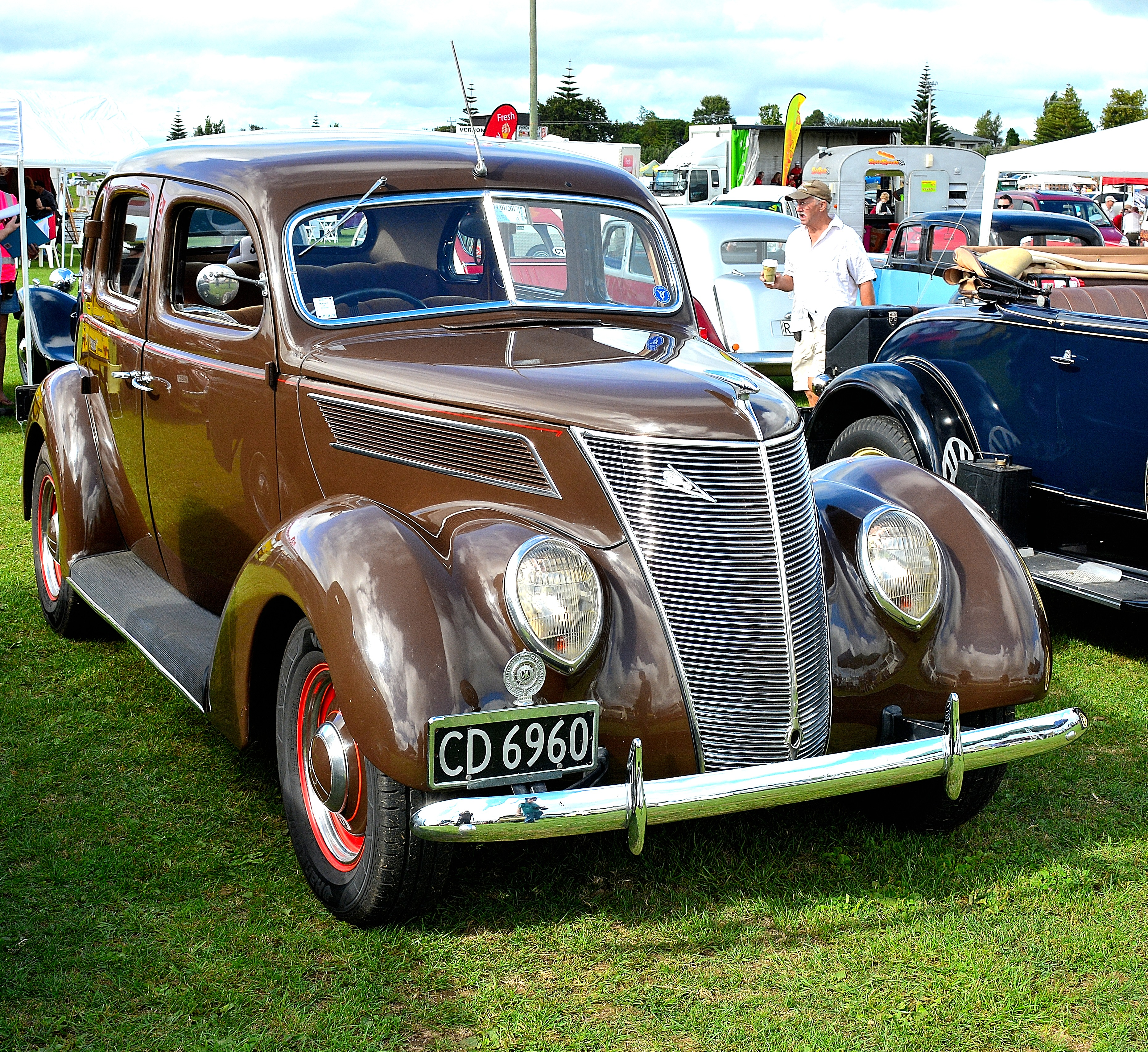
Ford V-8 uit 1937

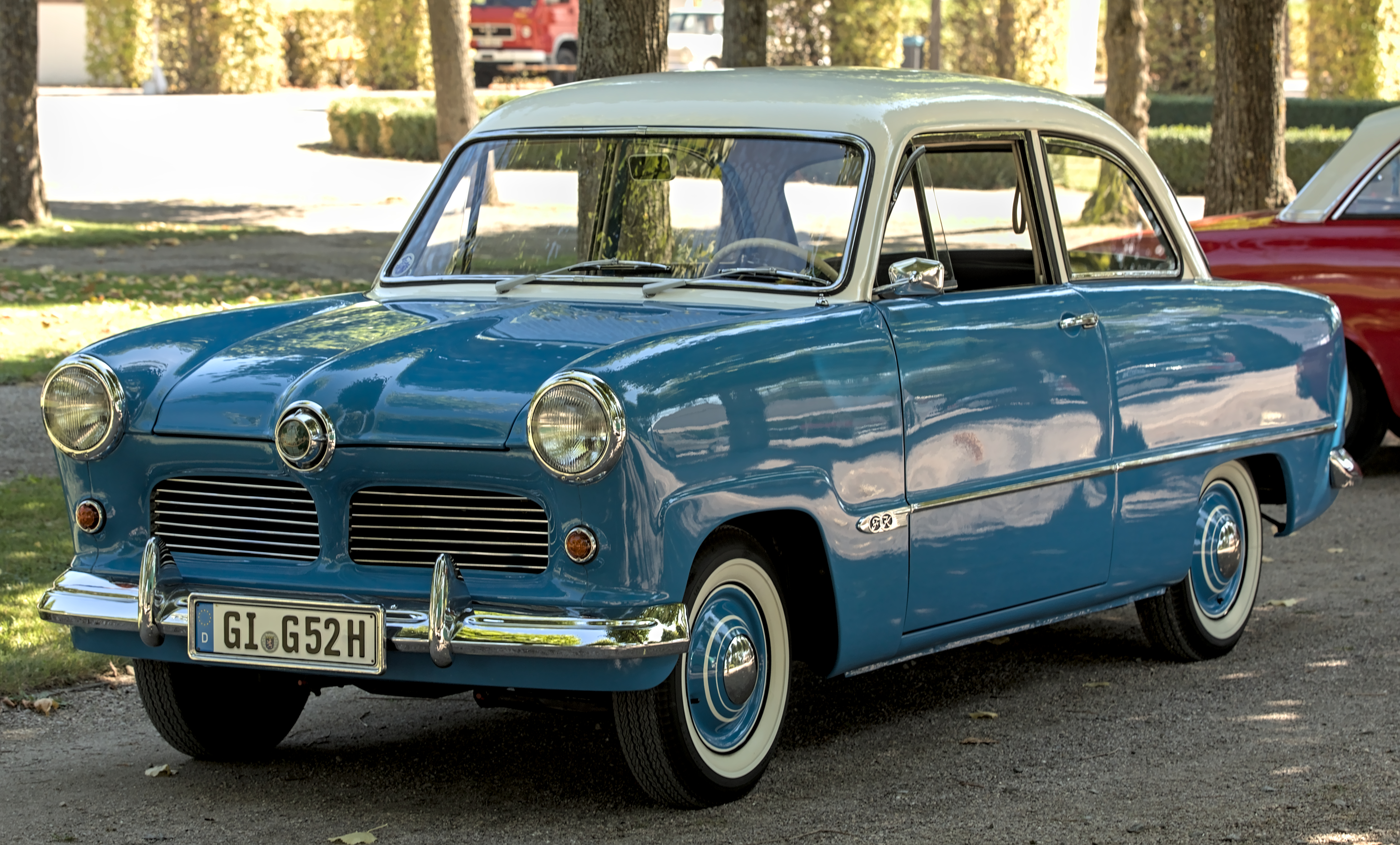
Ford Duitsland 12M uit 1952

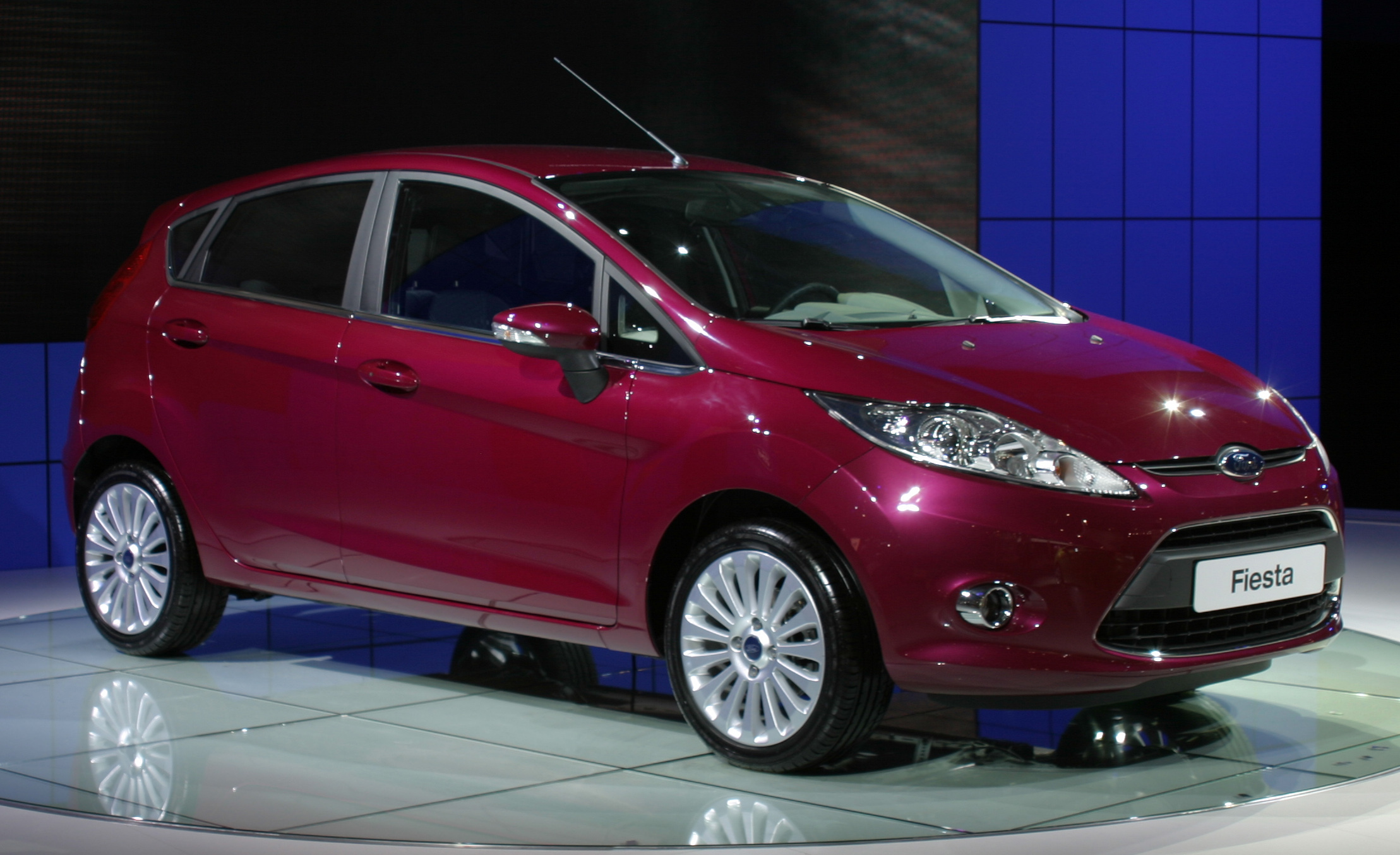
Ford Fiesta uit 2008

### Huidige
- Ford
- Lincoln
- Shelby

### Voormalige
- Edsel (1958-1960)  Verenigde Staten
- Lagonda (1907-1994)  Verenigd Koninkrijk
- Lanchester (1895-1955)  Verenigd Koninkrijk
- Mercury (1939-2011)  Verenigde Staten
- Merkur (1985-1989)  Verenigde Staten
- Aston Martin (1987-2007)  Verenigd Koninkrijk (verkocht aan investeerder David Richards en een consortium investeerders; in productie bij nieuwe eigenaar)
- Jaguar (1989-2007)  Verenigd Koninkrijk (Jaguar, Land Rover en Rover werden verkocht aan Tata Motors; in productie bij nieuwe eigenaar)
- Rover (1904-2005)  Verenigd Koninkrijk
- Land Rover (2000-2007)  Verenigd Koninkrijk (zie: Jaguar)
- Volvo (1999-2010)  Zweden (verkocht aan Geely; in productie bij nieuwe eigenaar)

### Fabrieken
Ford heeft fabrieken (gehad) in de volgende landen:
- de Verenigde Staten
- Canada
- Groot-Brittannië
- Ierland (tractors)
- Frankrijk
- Duitsland
- Nederland: assemblagefabriek te Amsterdam, gesloten in 1981
- België, in Genk, gesloten in 2014, in Antwerpen (tractors, nu New Holland)
- Rusland
- Spanje
- Turkije

## Modellen

### Huidige Europese modellen
- Ford Fiesta
- Ford Focus
- Ford Kuga
- Ford Mustang
- Ford EcoSport
- Ford GT
- Ford Puma
- Ford Explorer
- Ford Tourneo Courier
- Ford Tourneo Connect
- Ford Tourneo Custom

Bedrijfswagens:
- Ford Transit Courier
- Ford Transit Connect
- Ford Transit Custom
- Ford Transit
- Ford Ranger

### Huidige Noord-Amerikaanse modellen
- Ford E-Series Wagon
- Ford Edge
- Ford EcoSport
- Ford Escape
- Ford Expedition
- Ford Explorer
- Ford F-150
- Ford F-250, ook wel Super Duty
- Ford Fiesta
- Ford Flex
- Ford Focus
- Ford Fusion
- Ford Mustang
- Ford Taurus
- Ford Transit Connect
- Ford Transit

### Voormalige Europese modellen
- Ford Anglia
- Ford Prefect
- Ford Consul
- Ford Zephyr
- Ford Zodiac
- Ford Capri
- Ford Cortina
- Ford Courier
- Ford Escort
- Ford Orion
- Ford Taunus
- Ford Sierra
- Ford Granada
- Ford Scorpio
- Ford Maverick
- Ford Puma
- Ford RS200
- Ford Ka  (3 deurs uitvoering, 2 generaties)
- Ford Fusion (Europa)
- Ford B-MAX
- Ford Galaxy
- Ford Mondeo
- Ford Edge
- Ford C-MAX
- Ford S-MAX

Amerikaanse modellen die ook in Nederland werden geleverd (uit productie)
- Ford Cougar (op basis Mercury, een tijd door Ford Europa geleverd)
- Ford Thunderbird
- Ford Windstar

Europese Ford trucks (uit productie)
- Ford Thames
- Ford Thames Trader
- Ford Costom D
- Ford Cargo
- Ford Transcontinental

## Tijdlijn

### Europese modellen
| « vorig — Ford-modellen (Europa) van 1980 tot heden | « vorig — Ford-modellen (Europa) van 1980 tot heden | « vorig — Ford-modellen (Europa) van 1980 tot heden | « vorig — Ford-modellen (Europa) van 1980 tot heden | « vorig — Ford-modellen (Europa) van 1980 tot heden | « vorig — Ford-modellen (Europa) van 1980 tot heden | « vorig — Ford-modellen (Europa) van 1980 tot heden | « vorig — Ford-modellen (Europa) van 1980 tot heden | « vorig — Ford-modellen (Europa) van 1980 tot heden | « vorig — Ford-modellen (Europa) van 1980 tot heden | « vorig — Ford-modellen (Europa) van 1980 tot heden | « vorig — Ford-modellen (Europa) van 1980 tot heden | « vorig — Ford-modellen (Europa) van 1980 tot heden | « vorig — Ford-modellen (Europa) van 1980 tot heden | « vorig — Ford-modellen (Europa) van 1980 tot heden | « vorig — Ford-modellen (Europa) van 1980 tot heden | « vorig — Ford-modellen (Europa) van 1980 tot heden | « vorig — Ford-modellen (Europa) van 1980 tot heden | « vorig — Ford-modellen (Europa) van 1980 tot heden | « vorig — Ford-modellen (Europa) van 1980 tot heden | « vorig — Ford-modellen (Europa) van 1980 tot heden | « vorig — Ford-modellen (Europa) van 1980 tot heden | « vorig — Ford-modellen (Europa) van 1980 tot heden | « vorig — Ford-modellen (Europa) van 1980 tot heden | « vorig — Ford-modellen (Europa) van 1980 tot heden | « vorig — Ford-modellen (Europa) van 1980 tot heden | « vorig — Ford-modellen (Europa) van 1980 tot heden | « vorig — Ford-modellen (Europa) van 1980 tot heden | « vorig — Ford-modellen (Europa) van 1980 tot heden | « vorig — Ford-modellen (Europa) van 1980 tot heden | « vorig — Ford-modellen (Europa) van 1980 tot heden | « vorig — Ford-modellen (Europa) van 1980 tot heden | « vorig — Ford-modellen (Europa) van 1980 tot heden | « vorig — Ford-modellen (Europa) van 1980 tot heden | « vorig — Ford-modellen (Europa) van 1980 tot heden | « vorig — Ford-modellen (Europa) van 1980 tot heden | « vorig — Ford-modellen (Europa) van 1980 tot heden | « vorig — Ford-modellen (Europa) van 1980 tot heden | « vorig — Ford-modellen (Europa) van 1980 tot heden | « vorig — Ford-modellen (Europa) van 1980 tot heden | « vorig — Ford-modellen (Europa) van 1980 tot heden | « vorig — Ford-modellen (Europa) van 1980 tot heden | « vorig — Ford-modellen (Europa) van 1980 tot heden | « vorig — Ford-modellen (Europa) van 1980 tot heden | « vorig — Ford-modellen (Europa) van 1980 tot heden | « vorig — Ford-modellen (Europa) van 1980 tot heden |
| --------------------------------------------------- | --------------------------------------------------- | --------------------------------------------------- | --------------------------------------------------- | --------------------------------------------------- | --------------------------------------------------- | --------------------------------------------------- | --------------------------------------------------- | --------------------------------------------------- | --------------------------------------------------- | --------------------------------------------------- | --------------------------------------------------- | --------------------------------------------------- | --------------------------------------------------- | --------------------------------------------------- | --------------------------------------------------- | --------------------------------------------------- | --------------------------------------------------- | --------------------------------------------------- | --------------------------------------------------- | --------------------------------------------------- | --------------------------------------------------- | --------------------------------------------------- | --------------------------------------------------- | --------------------------------------------------- | --------------------------------------------------- | --------------------------------------------------- | --------------------------------------------------- | --------------------------------------------------- | --------------------------------------------------- | --------------------------------------------------- | --------------------------------------------------- | --------------------------------------------------- | --------------------------------------------------- | --------------------------------------------------- | --------------------------------------------------- | --------------------------------------------------- | --------------------------------------------------- | --------------------------------------------------- | --------------------------------------------------- | --------------------------------------------------- | --------------------------------------------------- | --------------------------------------------------- | --------------------------------------------------- | --------------------------------------------------- | --------------------------------------------------- |
| Type                                                | 1980                                                | 1980                                                | 1980                                                | 1980                                                | 1980                                                | 1980                                                | 1980                                                | 1980                                                | 1980                                                | 1980                                                | 1990                                                | 1990                                                | 1990                                                | 1990                                                | 1990                                                | 1990                                                | 1990                                                | 1990                                                | 1990                                                | 1990                                                | 2000                                                | 2000                                                | 2000                                                | 2000                                                | 2000                                                | 2000                                                | 2000                                                | 2000                                                | 2000                                                | 2000                                                | 2010                                                | 2010                                                | 2010                                                | 2010                                                | 2010                                                | 2010                                                | 2010                                                | 2010                                                | 2010                                                | 2010                                                | 2020                                                | 2020                                                | 2020                                                | 2020                                                | 2020                                                |
| Type                                                | 0                                                   | 1                                                   | 2                                                   | 3                                                   | 4                                                   | 5                                                   | 6                                                   | 7                                                   | 8                                                   | 9                                                   | 0                                                   | 1                                                   | 2                                                   | 3                                                   | 4                                                   | 5                                                   | 6                                                   | 7                                                   | 8                                                   | 9                                                   | 0                                                   | 1                                                   | 2                                                   | 3                                                   | 4                                                   | 5                                                   | 6                                                   | 7                                                   | 8                                                   | 9                                                   | 0                                                   | 1                                                   | 2                                                   | 3                                                   | 4                                                   | 5                                                   | 6                                                   | 7                                                   | 8                                                   | 9                                                   | 0                                                   | 1                                                   | 2                                                   | 3                                                   | 4                                                   |
| Miniklasse                                          |                                                     |                                                     |                                                     |                                                     |                                                     |                                                     |                                                     |                                                     |                                                     |                                                     |                                                     |                                                     |                                                     |                                                     |                                                     |                                                     | Ka                                                  | Ka                                                  | Ka                                                  | Ka                                                  | Ka                                                  | Ka                                                  | Ka                                                  | Ka                                                  | Ka                                                  | Ka                                                  | Ka                                                  | Ka                                                  | Ka                                                  | Ka                                                  | Ka                                                  | Ka                                                  | Ka                                                  | Ka                                                  | Ka                                                  | Ka                                                  | Ka+                                                 | Ka+                                                 | Ka+                                                 | Ka+                                                 | Ka+                                                 |                                                     |                                                     |                                                     |                                                     |
| Compacte klasse                                     | Fiesta I                                            | Fiesta I                                            | Fiesta I                                            | Fiesta II                                           | Fiesta II                                           | Fiesta II                                           | Fiesta II                                           | Fiesta II                                           | Fiesta II                                           | Fiesta III                                          | Fiesta III                                          | Fiesta III                                          | Fiesta III                                          | Fiesta III                                          | Fiesta III                                          | Fiesta III                                          | Fiesta IV                                           | Fiesta IV                                           | Fiesta IV                                           | Fiesta V                                            | Fiesta V                                            | Fiesta V                                            | Fiesta VI                                           | Fiesta VI                                           | Fiesta VI                                           | Fiesta VI                                           | Fiesta VI                                           | Fiesta VI                                           | Fiesta VII                                          | Fiesta VII                                          | Fiesta VII                                          | Fiesta VII                                          | Fiesta VII                                          | Fiesta VII                                          | Fiesta VII                                          | Fiesta VII                                          | Fiesta VII                                          | Fiesta VIII                                         | Fiesta VIII                                         | Fiesta VIII                                         | Fiesta VIII                                         | Fiesta VIII                                         | Fiesta VIII                                         | Fiesta VIII                                         |                                                     |
| Compacte middenklasse                               | Escort III                                          | Escort III                                          | Escort III                                          | Escort III                                          | Escort III                                          | Escort III                                          | Escort IV                                           | Escort IV                                           | Escort IV                                           | Escort IV                                           | Escort V                                            | Escort V                                            | Escort V                                            | Escort V                                            | Escort V                                            | Escort VI                                           | Escort VI                                           | Escort VI                                           | Escort VI                                           | Escort VI                                           | Escort VI                                           |                                                     |                                                     |                                                     |                                                     |                                                     |                                                     |                                                     |                                                     |                                                     |                                                     |                                                     |                                                     |                                                     |                                                     |                                                     |                                                     |                                                     |                                                     |                                                     |                                                     |                                                     |                                                     |                                                     |                                                     |
| Compacte middenklasse                               |                                                     |                                                     | Orion I                                             | Orion I                                             | Orion I                                             | Orion I                                             | Orion II                                            | Orion II                                            | Orion II                                            | Orion II                                            | Orion III                                           | Orion III                                           | Orion III                                           | Orion III                                           |                                                     |                                                     |                                                     |                                                     | Focus I                                             | Focus I                                             | Focus I                                             | Focus I                                             | Focus I                                             | Focus I                                             | Focus II                                            | Focus II                                            | Focus II                                            | Focus II                                            | Focus II                                            | Focus II                                            | Focus II                                            | Focus III                                           | Focus III                                           | Focus III                                           | Focus III                                           | Focus III                                           | Focus III                                           | Focus III                                           | Focus IV                                            | Focus IV                                            | Focus IV                                            | Focus IV                                            | Focus IV                                            | Focus IV                                            | Focus IV                                            |
| Middenklasse                                        | Taunus TC                                           | Taunus TC                                           | Sierra                                              | Sierra                                              | Sierra                                              | Sierra                                              | Sierra                                              | Sierra                                              | Sierra                                              | Sierra                                              | Sierra                                              | Sierra                                              | Sierra                                              | Mondeo I                                            | Mondeo I                                            | Mondeo I                                            | Mondeo I                                            | Mondeo II                                           | Mondeo II                                           | Mondeo II                                           | Mondeo II                                           | Mondeo III                                          | Mondeo III                                          | Mondeo III                                          | Mondeo III                                          | Mondeo III                                          | Mondeo III                                          | Mondeo IV                                           | Mondeo IV                                           | Mondeo IV                                           | Mondeo IV                                           | Mondeo IV                                           | Mondeo IV                                           | Mondeo IV                                           | Mondeo V                                            | Mondeo V                                            | Mondeo V                                            | Mondeo V                                            | Mondeo V                                            | Mondeo V                                            | Mondeo V                                            | Mondeo V                                            | Mondeo V                                            |                                                     |                                                     |
| Middenklasse                                        | Cortina V                                           |                                                     | Sierra                                              | Sierra                                              | Sierra                                              | Sierra                                              | Sierra                                              | Sierra                                              | Sierra                                              | Sierra                                              | Sierra                                              | Sierra                                              | Sierra                                              | Mondeo I                                            | Mondeo I                                            | Mondeo I                                            | Mondeo I                                            | Mondeo II                                           | Mondeo II                                           | Mondeo II                                           | Mondeo II                                           | Mondeo III                                          | Mondeo III                                          | Mondeo III                                          | Mondeo III                                          | Mondeo III                                          | Mondeo III                                          | Mondeo IV                                           | Mondeo IV                                           | Mondeo IV                                           | Mondeo IV                                           | Mondeo IV                                           | Mondeo IV                                           | Mondeo IV                                           | Mondeo V                                            | Mondeo V                                            | Mondeo V                                            | Mondeo V                                            | Mondeo V                                            | Mondeo V                                            | Mondeo V                                            | Mondeo V                                            | Mondeo V                                            |                                                     |                                                     |
| Hogere middenklasse                                 | Granada II                                          | Granada II                                          | Granada II                                          | Granada II                                          | Granada II                                          | Scorpio I                                           | Scorpio I                                           | Scorpio I                                           | Scorpio I                                           | Scorpio I                                           | Scorpio I                                           | Scorpio I                                           | Scorpio I                                           | Scorpio I                                           | Scorpio II                                          | Scorpio II                                          | Scorpio II                                          | Scorpio II                                          | Scorpio II                                          |                                                     |                                                     |                                                     |                                                     |                                                     |                                                     |                                                     |                                                     |                                                     |                                                     |                                                     |                                                     |                                                     |                                                     |                                                     |                                                     |                                                     |                                                     |                                                     |                                                     |                                                     |                                                     |                                                     |                                                     |                                                     |                                                     |
| Coupé                                               |                                                     |                                                     |                                                     |                                                     |                                                     |                                                     |                                                     |                                                     |                                                     |                                                     |                                                     |                                                     |                                                     |                                                     |                                                     |                                                     |                                                     | Puma                                                | Puma                                                | Puma                                                | Puma                                                | Puma                                                | Puma                                                |                                                     |                                                     |                                                     |                                                     |                                                     |                                                     |                                                     |                                                     |                                                     |                                                     |                                                     |                                                     |                                                     |                                                     |                                                     |                                                     |                                                     |                                                     |                                                     |                                                     |                                                     |                                                     |
| Coupé                                               | Capri III                                           | Capri III                                           | Capri III                                           | Capri III                                           | Capri III                                           | Capri III                                           | Capri III                                           |                                                     |                                                     |                                                     |                                                     |                                                     |                                                     | Probe II                                            | Probe II                                            | Probe II                                            | Probe II                                            | Probe II                                            | Cougar                                              | Cougar                                              | Cougar                                              | Cougar                                              | Cougar                                              |                                                     |                                                     |                                                     |                                                     |                                                     |                                                     |                                                     |                                                     |                                                     |                                                     |                                                     |                                                     |                                                     |                                                     |                                                     |                                                     |                                                     |                                                     |                                                     |                                                     |                                                     |                                                     |
| Roadster                                            |                                                     |                                                     |                                                     |                                                     |                                                     |                                                     |                                                     |                                                     |                                                     |                                                     |                                                     |                                                     |                                                     |                                                     |                                                     |                                                     |                                                     |                                                     |                                                     |                                                     |                                                     |                                                     |                                                     | StreetKa                                            | StreetKa                                            | StreetKa                                            |                                                     |                                                     |                                                     |                                                     |                                                     |                                                     |                                                     |                                                     |                                                     |                                                     |                                                     |                                                     |                                                     |                                                     |                                                     |                                                     |                                                     |                                                     |                                                     |
| Sportwagen                                          |                                                     |                                                     |                                                     |                                                     |                                                     |                                                     |                                                     |                                                     |                                                     |                                                     |                                                     |                                                     |                                                     |                                                     |                                                     |                                                     |                                                     |                                                     |                                                     |                                                     |                                                     |                                                     |                                                     |                                                     |                                                     |                                                     |                                                     |                                                     |                                                     |                                                     |                                                     |                                                     |                                                     |                                                     |                                                     | Mustang VI                                          | Mustang VI                                          | Mustang VI                                          | Mustang VI                                          | Mustang VI                                          | Mustang VI                                          | Mustang VI                                          | Mustang VI                                          | Mustang VII                                         | Mustang VII                                         |
| Sportwagen                                          |                                                     |                                                     |                                                     | RS200                                               | RS200                                               | RS200                                               | RS200                                               |                                                     |                                                     |                                                     |                                                     |                                                     |                                                     |                                                     |                                                     |                                                     |                                                     |                                                     |                                                     |                                                     |                                                     |                                                     |                                                     |                                                     | GT                                                  | GT                                                  | GT                                                  |                                                     |                                                     |                                                     |                                                     |                                                     |                                                     |                                                     |                                                     |                                                     |                                                     | GT                                                  | GT                                                  | GT                                                  | GT                                                  | GT                                                  | GT                                                  |                                                     |                                                     |
| Compacte CUV                                        |                                                     |                                                     |                                                     |                                                     |                                                     |                                                     |                                                     |                                                     |                                                     |                                                     |                                                     |                                                     |                                                     |                                                     |                                                     |                                                     |                                                     |                                                     |                                                     |                                                     |                                                     |                                                     |                                                     |                                                     |                                                     |                                                     |                                                     |                                                     |                                                     |                                                     |                                                     |                                                     |                                                     |                                                     |                                                     |                                                     |                                                     |                                                     |                                                     | Puma                                                | Puma                                                | Puma                                                | Puma                                                | Puma                                                | Puma                                                |
| Compacte CUV                                        |                                                     |                                                     |                                                     |                                                     |                                                     |                                                     |                                                     |                                                     |                                                     |                                                     |                                                     |                                                     |                                                     |                                                     |                                                     |                                                     |                                                     |                                                     |                                                     |                                                     |                                                     |                                                     |                                                     |                                                     |                                                     |                                                     |                                                     |                                                     |                                                     |                                                     |                                                     |                                                     |                                                     |                                                     |                                                     |                                                     |                                                     |                                                     |                                                     |                                                     | Mustang Mach-E                                      |                                                     |                                                     |                                                     |                                                     |
| CUV                                                 |                                                     |                                                     |                                                     |                                                     |                                                     |                                                     |                                                     |                                                     |                                                     |                                                     |                                                     |                                                     |                                                     |                                                     |                                                     |                                                     |                                                     |                                                     |                                                     |                                                     |                                                     |                                                     |                                                     |                                                     |                                                     |                                                     |                                                     |                                                     |                                                     |                                                     |                                                     |                                                     |                                                     |                                                     |                                                     |                                                     |                                                     |                                                     |                                                     | Explorer VI                                         | Explorer VI                                         | Explorer VI                                         | Explorer VI                                         | Explorer VI                                         |                                                     |
| Compacte SUV                                        |                                                     |                                                     |                                                     |                                                     |                                                     |                                                     |                                                     |                                                     |                                                     |                                                     |                                                     |                                                     |                                                     |                                                     |                                                     |                                                     |                                                     |                                                     |                                                     |                                                     |                                                     |                                                     |                                                     |                                                     |                                                     |                                                     |                                                     |                                                     |                                                     |                                                     |                                                     |                                                     |                                                     |                                                     | EcoSport                                            | EcoSport                                            | EcoSport                                            | EcoSport                                            | EcoSport                                            | EcoSport                                            | EcoSport                                            | EcoSport                                            | EcoSport                                            | EcoSport                                            |                                                     |
| Middelgrote SUV                                     |                                                     |                                                     |                                                     |                                                     |                                                     |                                                     |                                                     |                                                     |                                                     |                                                     |                                                     |                                                     |                                                     | Maverick I                                          | Maverick I                                          | Maverick I                                          | Maverick I                                          | Maverick I                                          | Maverick I                                          | Maverick I                                          |                                                     | Maverick II                                         | Maverick II                                         | Maverick II                                         | Maverick II                                         | Maverick II                                         | Maverick II                                         | Maverick II                                         | Kuga I                                              | Kuga I                                              | Kuga I                                              | Kuga I                                              | Kuga I                                              | Kuga II                                             | Kuga II                                             | Kuga II                                             | Kuga II                                             | Kuga II                                             | Kuga II                                             | Kuga III                                            | Kuga III                                            | Kuga III                                            | Kuga III                                            | Kuga III                                            | Kuga III                                            |
| SUV                                                 |                                                     |                                                     |                                                     |                                                     |                                                     |                                                     |                                                     |                                                     |                                                     |                                                     |                                                     |                                                     |                                                     |                                                     |                                                     |                                                     |                                                     |                                                     |                                                     |                                                     |                                                     |                                                     |                                                     |                                                     |                                                     |                                                     |                                                     |                                                     |                                                     |                                                     |                                                     |                                                     |                                                     |                                                     |                                                     |                                                     | Edge II                                             | Edge II                                             | Edge II                                             | Edge II                                             | Edge II                                             |                                                     |                                                     |                                                     |                                                     |
| SUV                                                 |                                                     |                                                     |                                                     |                                                     |                                                     |                                                     |                                                     |                                                     |                                                     |                                                     |                                                     |                                                     |                                                     | Explorer I                                          | Explorer I                                          | Explorer II                                         | Explorer II                                         | Explorer II                                         | Explorer II                                         | Explorer II                                         | Explorer II                                         | Explorer II                                         |                                                     |                                                     |                                                     |                                                     |                                                     |                                                     |                                                     |                                                     |                                                     |                                                     |                                                     |                                                     |                                                     |                                                     |                                                     |                                                     |                                                     |                                                     |                                                     |                                                     |                                                     |                                                     |                                                     |
| SUV                                                 |                                                     |                                                     |                                                     |                                                     |                                                     |                                                     |                                                     |                                                     |                                                     |                                                     |                                                     |                                                     |                                                     |                                                     |                                                     |                                                     |                                                     |                                                     |                                                     |                                                     |                                                     |                                                     |                                                     |                                                     |                                                     |                                                     |                                                     |                                                     |                                                     |                                                     |                                                     |                                                     |                                                     |                                                     |                                                     |                                                     |                                                     |                                                     |                                                     |                                                     |                                                     |                                                     |                                                     | Bronco                                              |                                                     |
| Mini MPV                                            |                                                     |                                                     |                                                     |                                                     |                                                     |                                                     |                                                     |                                                     |                                                     |                                                     |                                                     |                                                     |                                                     |                                                     |                                                     |                                                     |                                                     |                                                     |                                                     |                                                     |                                                     |                                                     | Fusion                                              | Fusion                                              | Fusion                                              | Fusion                                              | Fusion                                              | Fusion                                              | Fusion                                              | Fusion                                              | Fusion                                              | Fusion                                              | B-MAX                                               | B-MAX                                               | B-MAX                                               | B-MAX                                               | B-MAX                                               | B-MAX                                               |                                                     |                                                     |                                                     |                                                     |                                                     |                                                     |                                                     |
| Compacte MPV                                        |                                                     |                                                     |                                                     |                                                     |                                                     |                                                     |                                                     |                                                     |                                                     |                                                     |                                                     |                                                     |                                                     |                                                     |                                                     |                                                     |                                                     |                                                     |                                                     |                                                     |                                                     |                                                     |                                                     | C-MAX I                                             | C-MAX I                                             | C-MAX I                                             | C-MAX I                                             | C-MAX I                                             | C-MAX I                                             | C-MAX I                                             | C-MAX I                                             | C-MAX II                                            | C-MAX II                                            | C-MAX II                                            | C-MAX II                                            | C-MAX II                                            | C-MAX II                                            | C-MAX II                                            | C-MAX II                                            | C-MAX II                                            |                                                     |                                                     |                                                     |                                                     |                                                     |
| MPV                                                 |                                                     |                                                     |                                                     |                                                     |                                                     |                                                     |                                                     |                                                     |                                                     |                                                     |                                                     |                                                     |                                                     |                                                     |                                                     | Windstar                                            | Windstar                                            | Windstar                                            | Windstar                                            |                                                     |                                                     |                                                     |                                                     |                                                     |                                                     |                                                     | S-MAX I                                             | S-MAX I                                             | S-MAX I                                             | S-MAX I                                             | S-MAX I                                             | S-MAX I                                             | S-MAX I                                             | S-MAX I                                             | S-MAX I                                             | S-MAX II                                            | S-MAX II                                            | S-MAX II                                            | S-MAX II                                            | S-MAX II                                            | S-MAX II                                            | S-MAX II                                            | S-MAX II                                            |                                                     |                                                     |
| MPV                                                 |                                                     |                                                     |                                                     |                                                     |                                                     |                                                     |                                                     |                                                     |                                                     |                                                     |                                                     |                                                     |                                                     |                                                     |                                                     | Galaxy I                                            | Galaxy I                                            | Galaxy I                                            | Galaxy I                                            | Galaxy I                                            | Galaxy I                                            | Galaxy I                                            | Galaxy I                                            | Galaxy I                                            | Galaxy I                                            | Galaxy I                                            | Galaxy II                                           | Galaxy II                                           | Galaxy II                                           | Galaxy II                                           | Galaxy II                                           | Galaxy II                                           | Galaxy II                                           | Galaxy II                                           | Galaxy II                                           | Galaxy III                                          | Galaxy III                                          | Galaxy III                                          | Galaxy III                                          | Galaxy III                                          | Galaxy III                                          | Galaxy III                                          | Galaxy III                                          | Galaxy III                                          |                                                     |
| Ludospace                                           |                                                     |                                                     |                                                     |                                                     |                                                     |                                                     |                                                     |                                                     |                                                     |                                                     |                                                     |                                                     |                                                     |                                                     |                                                     |                                                     |                                                     |                                                     |                                                     |                                                     |                                                     |                                                     |                                                     |                                                     |                                                     |                                                     |                                                     |                                                     |                                                     |                                                     |                                                     |                                                     |                                                     |                                                     | Tourneo Courier                                     | Tourneo Courier                                     | Tourneo Courier                                     | Tourneo Courier                                     | Tourneo Courier                                     | Tourneo Courier                                     | Tourneo Courier                                     | Tourneo Courier                                     | Tourneo Courier                                     | Tourneo Courier                                     | Tourneo Courier II                                  |
| Ludospace                                           |                                                     |                                                     |                                                     |                                                     |                                                     |                                                     |                                                     |                                                     |                                                     |                                                     |                                                     |                                                     |                                                     |                                                     |                                                     |                                                     |                                                     |                                                     |                                                     |                                                     |                                                     |                                                     |                                                     | Tourneo Connect I                                   | Tourneo Connect I                                   | Tourneo Connect I                                   | Tourneo Connect I                                   | Tourneo Connect I                                   | Tourneo Connect I                                   | Tourneo Connect I                                   | Tourneo Connect I                                   | Tourneo Connect I                                   | Tourneo Connect I                                   | Tourneo Connect II                                  | Tourneo Connect II                                  | Tourneo Connect II                                  | Tourneo Connect II                                  | Tourneo Connect II                                  | Tourneo Connect II                                  | Tourneo Connect II                                  | Tourneo Connect II                                  | Tourneo Connect II                                  | Tourneo Connect III                                 | Tourneo Connect III                                 | Tourneo Connect III                                 |
| Pick-up                                             |                                                     |                                                     |                                                     |                                                     |                                                     |                                                     |                                                     |                                                     |                                                     |                                                     |                                                     |                                                     |                                                     |                                                     |                                                     |                                                     |                                                     |                                                     | Ranger I                                            | Ranger I                                            | Ranger I                                            | Ranger I                                            | Ranger I                                            | Ranger I                                            | Ranger I                                            | Ranger I                                            | Ranger II                                           | Ranger II                                           | Ranger II                                           | Ranger II                                           | Ranger II                                           | Ranger III                                          | Ranger III                                          | Ranger III                                          | Ranger III                                          | Ranger III                                          | Ranger III                                          | Ranger III                                          | Ranger III                                          | Ranger III                                          | Ranger III                                          | Ranger III                                          | Ranger IV                                           | Ranger IV                                           | Ranger IV                                           |
| Bestelwagen                                         |                                                     |                                                     |                                                     |                                                     |                                                     |                                                     |                                                     |                                                     |                                                     |                                                     |                                                     | Courier                                             | Courier                                             | Courier                                             | Courier                                             | Courier                                             | Courier                                             | Courier                                             | Courier                                             | Courier                                             | Courier                                             | Courier                                             |                                                     |                                                     |                                                     |                                                     |                                                     |                                                     |                                                     |                                                     |                                                     |                                                     |                                                     |                                                     | Transit Courier                                     | Transit Courier                                     | Transit Courier                                     | Transit Courier                                     | Transit Courier                                     | Transit Courier                                     | Transit Courier                                     | Transit Courier                                     | Transit Courier                                     | Transit Courier                                     | Transit Courier II                                  |
| Bestelwagen                                         | Escort Van I/II                                     | Escort Express III/VI                               | Escort Express III/VI                               | Escort Express III/VI                               | Escort Express III/VI                               | Escort Express III/VI                               | Escort Express III/VI                               | Escort Express III/VI                               | Escort Express III/VI                               | Escort Express III/VI                               | Escort Express III/VI                               | Escort Express / Express V/VI/VII                   | Escort Express / Express V/VI/VII                   | Escort Express / Express V/VI/VII                   | Escort Express / Express V/VI/VII                   | Escort Express / Express V/VI/VII                   | Escort Express / Express V/VI/VII                   | Escort Express / Express V/VI/VII                   | Escort Express / Express V/VI/VII                   | Escort Express / Express V/VI/VII                   | Escort Express / Express V/VI/VII                   | Escort Express / Express V/VI/VII                   | Transit Connect I                                   | Transit Connect I                                   | Transit Connect I                                   | Transit Connect I                                   | Transit Connect I                                   | Transit Connect I                                   | Transit Connect I                                   | Transit Connect I                                   | Transit Connect I                                   | Transit Connect I                                   | Transit Connect I                                   | Transit Connect II                                  | Transit Connect II                                  | Transit Connect II                                  | Transit Connect II                                  | Transit Connect II                                  | Transit Connect II                                  | Transit Connect II                                  | Transit Connect II                                  | Transit Connect II                                  | Transit Connect III                                 | Transit Connect III                                 | Transit Connect III                                 |
| Bestelwagen                                         | Transit I                                           | Transit I                                           | Transit I                                           | Transit I                                           | Transit I                                           | Transit I                                           | Transit II                                          | Transit II                                          | Transit II                                          | Transit II                                          | Transit II                                          | Transit II                                          | Transit II                                          | Transit II                                          | Transit II                                          | Transit II                                          | Transit II                                          | Transit II                                          | Transit II                                          | Transit II                                          | Transit III                                         | Transit III                                         | Transit III                                         | Transit III                                         | Transit III                                         | Transit III                                         | Transit III                                         | Transit III                                         | Transit III                                         | Transit III                                         | Transit III                                         | Transit III                                         | Transit III                                         | Transit Custom                                      | Transit Custom                                      | Transit Custom                                      | Transit Custom                                      | Transit Custom                                      | Transit Custom                                      | Transit Custom                                      | Transit Custom                                      | Transit Custom                                      | Transit Custom                                      | Transit Custom                                      | Transit Custom II                                   |
| Bestelwagen                                         | Transit I                                           | Transit I                                           | Transit I                                           | Transit I                                           | Transit I                                           | Transit I                                           | Transit II                                          | Transit II                                          | Transit II                                          | Transit II                                          | Transit II                                          | Transit II                                          | Transit II                                          | Transit II                                          | Transit II                                          | Transit II                                          | Transit II                                          | Transit II                                          | Transit II                                          | Transit II                                          | Transit III                                         | Transit III                                         | Transit III                                         | Transit III                                         | Transit III                                         | Transit III                                         | Transit III                                         | Transit III                                         | Transit III                                         | Transit III                                         | Transit III                                         | Transit III                                         | Transit III                                         | Transit IV                                          |                                                     |                                                     |                                                     |                                                     |                                                     |                                                     |                                                     |                                                     |                                                     |                                                     |                                                     |
| Ford USA, ook verkocht in Europa                    |                                                     |                                                     |                                                     |                                                     |                                                     |                                                     |                                                     |                                                     |                                                     |                                                     |                                                     |                                                     |                                                     |                                                     |                                                     |                                                     |                                                     |                                                     |                                                     |                                                     |                                                     |                                                     |                                                     |                                                     |                                                     |                                                     |                                                     |                                                     |                                                     |                                                     |                                                     |                                                     |                                                     |                                                     |                                                     |                                                     |                                                     |                                                     |                                                     |                                                     |                                                     |                                                     |                                                     |                                                     |                                                     |

### Noord-Amerikaanse modellen
| « vorig — Ford-modellen (Noord-Amerika) van 1980 tot heden | « vorig — Ford-modellen (Noord-Amerika) van 1980 tot heden | « vorig — Ford-modellen (Noord-Amerika) van 1980 tot heden | « vorig — Ford-modellen (Noord-Amerika) van 1980 tot heden | « vorig — Ford-modellen (Noord-Amerika) van 1980 tot heden | « vorig — Ford-modellen (Noord-Amerika) van 1980 tot heden | « vorig — Ford-modellen (Noord-Amerika) van 1980 tot heden | « vorig — Ford-modellen (Noord-Amerika) van 1980 tot heden | « vorig — Ford-modellen (Noord-Amerika) van 1980 tot heden | « vorig — Ford-modellen (Noord-Amerika) van 1980 tot heden | « vorig — Ford-modellen (Noord-Amerika) van 1980 tot heden | « vorig — Ford-modellen (Noord-Amerika) van 1980 tot heden | « vorig — Ford-modellen (Noord-Amerika) van 1980 tot heden | « vorig — Ford-modellen (Noord-Amerika) van 1980 tot heden | « vorig — Ford-modellen (Noord-Amerika) van 1980 tot heden | « vorig — Ford-modellen (Noord-Amerika) van 1980 tot heden | « vorig — Ford-modellen (Noord-Amerika) van 1980 tot heden | « vorig — Ford-modellen (Noord-Amerika) van 1980 tot heden | « vorig — Ford-modellen (Noord-Amerika) van 1980 tot heden | « vorig — Ford-modellen (Noord-Amerika) van 1980 tot heden | « vorig — Ford-modellen (Noord-Amerika) van 1980 tot heden | « vorig — Ford-modellen (Noord-Amerika) van 1980 tot heden | « vorig — Ford-modellen (Noord-Amerika) van 1980 tot heden | « vorig — Ford-modellen (Noord-Amerika) van 1980 tot heden | « vorig — Ford-modellen (Noord-Amerika) van 1980 tot heden | « vorig — Ford-modellen (Noord-Amerika) van 1980 tot heden | « vorig — Ford-modellen (Noord-Amerika) van 1980 tot heden | « vorig — Ford-modellen (Noord-Amerika) van 1980 tot heden | « vorig — Ford-modellen (Noord-Amerika) van 1980 tot heden | « vorig — Ford-modellen (Noord-Amerika) van 1980 tot heden | « vorig — Ford-modellen (Noord-Amerika) van 1980 tot heden | « vorig — Ford-modellen (Noord-Amerika) van 1980 tot heden | « vorig — Ford-modellen (Noord-Amerika) van 1980 tot heden | « vorig — Ford-modellen (Noord-Amerika) van 1980 tot heden | « vorig — Ford-modellen (Noord-Amerika) van 1980 tot heden | « vorig — Ford-modellen (Noord-Amerika) van 1980 tot heden | « vorig — Ford-modellen (Noord-Amerika) van 1980 tot heden | « vorig — Ford-modellen (Noord-Amerika) van 1980 tot heden | « vorig — Ford-modellen (Noord-Amerika) van 1980 tot heden | « vorig — Ford-modellen (Noord-Amerika) van 1980 tot heden | « vorig — Ford-modellen (Noord-Amerika) van 1980 tot heden | « vorig — Ford-modellen (Noord-Amerika) van 1980 tot heden | « vorig — Ford-modellen (Noord-Amerika) van 1980 tot heden | « vorig — Ford-modellen (Noord-Amerika) van 1980 tot heden | « vorig — Ford-modellen (Noord-Amerika) van 1980 tot heden | « vorig — Ford-modellen (Noord-Amerika) van 1980 tot heden |                |
| ---------------------------------------------------------- | ---------------------------------------------------------- | ---------------------------------------------------------- | ---------------------------------------------------------- | ---------------------------------------------------------- | ---------------------------------------------------------- | ---------------------------------------------------------- | ---------------------------------------------------------- | ---------------------------------------------------------- | ---------------------------------------------------------- | ---------------------------------------------------------- | ---------------------------------------------------------- | ---------------------------------------------------------- | ---------------------------------------------------------- | ---------------------------------------------------------- | ---------------------------------------------------------- | ---------------------------------------------------------- | ---------------------------------------------------------- | ---------------------------------------------------------- | ---------------------------------------------------------- | ---------------------------------------------------------- | ---------------------------------------------------------- | ---------------------------------------------------------- | ---------------------------------------------------------- | ---------------------------------------------------------- | ---------------------------------------------------------- | ---------------------------------------------------------- | ---------------------------------------------------------- | ---------------------------------------------------------- | ---------------------------------------------------------- | ---------------------------------------------------------- | ---------------------------------------------------------- | ---------------------------------------------------------- | ---------------------------------------------------------- | ---------------------------------------------------------- | ---------------------------------------------------------- | ---------------------------------------------------------- | ---------------------------------------------------------- | ---------------------------------------------------------- | ---------------------------------------------------------- | ---------------------------------------------------------- | ---------------------------------------------------------- | ---------------------------------------------------------- | ---------------------------------------------------------- | ---------------------------------------------------------- | ---------------------------------------------------------- | -------------- |
| Type                                                       | Type                                                       | 1980                                                       | 1980                                                       | 1980                                                       | 1980                                                       | 1980                                                       | 1980                                                       | 1980                                                       | 1980                                                       | 1980                                                       | 1980                                                       | 1990                                                       | 1990                                                       | 1990                                                       | 1990                                                       | 1990                                                       | 1990                                                       | 1990                                                       | 1990                                                       | 1990                                                       | 1990                                                       | 2000                                                       | 2000                                                       | 2000                                                       | 2000                                                       | 2000                                                       | 2000                                                       | 2000                                                       | 2000                                                       | 2000                                                       | 2000                                                       | 2010                                                       | 2010                                                       | 2010                                                       | 2010                                                       | 2010                                                       | 2010                                                       | 2010                                                       | 2010                                                       | 2010                                                       | 2010                                                       | 2020                                                       | 2020                                                       | 2020                                                       | 2020                                                       | 2020           |
| Type                                                       | Type                                                       | 0                                                          | 1                                                          | 2                                                          | 3                                                          | 4                                                          | 5                                                          | 6                                                          | 7                                                          | 8                                                          | 9                                                          | 0                                                          | 1                                                          | 2                                                          | 3                                                          | 4                                                          | 5                                                          | 6                                                          | 7                                                          | 8                                                          | 9                                                          | 0                                                          | 1                                                          | 2                                                          | 3                                                          | 4                                                          | 5                                                          | 6                                                          | 7                                                          | 8                                                          | 9                                                          | 0                                                          | 1                                                          | 2                                                          | 3                                                          | 4                                                          | 5                                                          | 6                                                          | 7                                                          | 8                                                          | 9                                                          | 0                                                          | 1                                                          | 2                                                          | 3                                                          | 4              |
| Compacte klasse                                            | Compacte klasse                                            | Fiesta                                                     |                                                            |                                                            |                                                            |                                                            |                                                            |                                                            |                                                            | Festiva                                                    | Festiva                                                    | Festiva                                                    | Festiva                                                    | Festiva                                                    | Festiva                                                    | Aspire                                                     | Aspire                                                     | Aspire                                                     | Aspire                                                     |                                                            |                                                            |                                                            |                                                            |                                                            |                                                            |                                                            |                                                            |                                                            |                                                            |                                                            |                                                            |                                                            | Fiesta                                                     | Fiesta                                                     | Fiesta                                                     | Fiesta                                                     | Fiesta                                                     | Fiesta                                                     | Fiesta                                                     | Fiesta                                                     | Fiesta                                                     |                                                            |                                                            |                                                            |                                                            |                |
| Compacte middenklasse                                      | Compacte middenklasse                                      | Pinto                                                      | Escort                                                     | Escort                                                     | Escort                                                     | Escort                                                     | Escort                                                     | Escort                                                     | Escort                                                     | Escort                                                     | Escort                                                     | Escort                                                     | Escort                                                     | Escort                                                     | Escort                                                     | Escort                                                     | Escort                                                     | Escort                                                     | Escort                                                     | Escort                                                     | Escort                                                     | Escort                                                     | Escort                                                     | Escort                                                     |                                                            |                                                            |                                                            |                                                            |                                                            |                                                            |                                                            |                                                            |                                                            |                                                            |                                                            |                                                            |                                                            |                                                            |                                                            |                                                            |                                                            |                                                            |                                                            |                                                            |                                                            |                |
| Compacte middenklasse                                      | Compacte middenklasse                                      |                                                            |                                                            |                                                            |                                                            |                                                            |                                                            |                                                            |                                                            |                                                            |                                                            |                                                            |                                                            |                                                            |                                                            |                                                            |                                                            |                                                            |                                                            |                                                            |                                                            | Focus                                                      | Focus                                                      | Focus                                                      | Focus                                                      | Focus                                                      | Focus                                                      | Focus                                                      | Focus                                                      | Focus                                                      | Focus                                                      | Focus                                                      | Focus                                                      | Focus                                                      | Focus                                                      | Focus                                                      | Focus                                                      | Focus                                                      | Focus                                                      | Focus                                                      |                                                            |                                                            |                                                            |                                                            |                                                            |                |
| Middenklasse                                               | Middenklasse                                               | Fairmont                                                   | Fairmont                                                   | Fairmont                                                   | Fairmont                                                   | Tempo                                                      | Tempo                                                      | Tempo                                                      | Tempo                                                      | Tempo                                                      | Tempo                                                      | Tempo                                                      | Tempo                                                      | Tempo                                                      | Tempo                                                      | Tempo                                                      | Contour                                                    | Contour                                                    | Contour                                                    | Contour                                                    | Contour                                                    | Contour                                                    |                                                            |                                                            |                                                            |                                                            |                                                            | Fusion                                                     | Fusion                                                     | Fusion                                                     | Fusion                                                     | Fusion                                                     | Fusion                                                     | Fusion                                                     | Fusion                                                     | Fusion                                                     | Fusion                                                     | Fusion                                                     | Fusion                                                     | Fusion                                                     | Fusion                                                     | Fusion                                                     |                                                            |                                                            |                                                            |                |
| Middenklasse                                               | Middenklasse                                               | Granada                                                    | Granada                                                    | Granada                                                    | LTD                                                        | LTD                                                        | LTD                                                        | Taurus                                                     | Taurus                                                     | Taurus                                                     | Taurus                                                     | Taurus                                                     | Taurus                                                     | Taurus                                                     | Taurus                                                     | Taurus                                                     | Taurus                                                     | Taurus                                                     | Taurus                                                     | Taurus                                                     | Taurus                                                     | Taurus                                                     | Taurus                                                     | Taurus                                                     | Taurus                                                     | Taurus                                                     | Taurus                                                     | Taurus                                                     | Taurus                                                     |                                                            |                                                            |                                                            |                                                            |                                                            |                                                            |                                                            |                                                            |                                                            |                                                            |                                                            |                                                            |                                                            |                                                            |                                                            |                                                            |                |
| Hogere middenklasse                                        | Hogere middenklasse                                        | LTD                                                        | LTD                                                        | LTD                                                        | LTD Crown Victoria                                         | LTD Crown Victoria                                         | LTD Crown Victoria                                         | LTD Crown Victoria                                         | LTD Crown Victoria                                         | LTD Crown Victoria                                         | LTD Crown Victoria                                         | LTD Crown Victoria                                         | LTD Crown Victoria                                         | Crown Victoria                                             | Crown Victoria                                             | Crown Victoria                                             | Crown Victoria                                             | Crown Victoria                                             | Crown Victoria                                             | Crown Victoria                                             | Crown Victoria                                             | Crown Victoria                                             | Crown Victoria                                             | Crown Victoria                                             | Crown Victoria                                             | Crown Victoria                                             | Crown Victoria                                             | Crown Victoria                                             | Crown Victoria                                             | Crown Victoria                                             | Crown Victoria                                             | Crown Victoria                                             | Crown Victoria                                             |                                                            |                                                            |                                                            |                                                            |                                                            |                                                            |                                                            |                                                            |                                                            |                                                            |                                                            |                                                            |                |
| Hogere middenklasse                                        | Hogere middenklasse                                        | Country Squire                                             | Country Squire                                             | Country Squire                                             | Country Squire                                             | Country Squire                                             | Country Squire                                             | Country Squire                                             | Country Squire                                             | Country Squire                                             | Country Squire                                             | Country Squire                                             | Country Squire                                             |                                                            |                                                            |                                                            |                                                            |                                                            |                                                            |                                                            |                                                            |                                                            |                                                            |                                                            |                                                            |                                                            | Five Hundred                                               | Five Hundred                                               | Five Hundred                                               | Taurus                                                     | Taurus                                                     | Taurus                                                     | Taurus                                                     | Taurus                                                     | Taurus                                                     | Taurus                                                     | Taurus                                                     | Taurus                                                     | Taurus                                                     | Taurus                                                     | Taurus                                                     |                                                            |                                                            |                                                            |                                                            |                |
| Topklasse                                                  | Topklasse                                                  | Thunderbird                                                | Thunderbird                                                | Thunderbird                                                | Thunderbird                                                | Thunderbird                                                | Thunderbird                                                | Thunderbird                                                | Thunderbird                                                | Thunderbird                                                | Thunderbird                                                | Thunderbird                                                | Thunderbird                                                | Thunderbird                                                | Thunderbird                                                | Thunderbird                                                | Thunderbird                                                | Thunderbird                                                | Thunderbird                                                |                                                            |                                                            |                                                            |                                                            | Thunderbird                                                | Thunderbird                                                | Thunderbird                                                | Thunderbird                                                |                                                            |                                                            |                                                            |                                                            |                                                            |                                                            |                                                            |                                                            |                                                            |                                                            |                                                            |                                                            |                                                            |                                                            |                                                            |                                                            |                                                            |                                                            |                |
| Compacte sportwagen                                        | Compacte sportwagen                                        |                                                            |                                                            | EXP                                                        | EXP                                                        | EXP                                                        | EXP                                                        | EXP                                                        | EXP                                                        | EXP                                                        | Probe                                                      | Probe                                                      | Probe                                                      | Probe                                                      | Probe                                                      | Probe                                                      | Probe                                                      | Probe                                                      | Probe                                                      | Escort ZX2                                                 | Escort ZX2                                                 | Escort ZX2                                                 | Escort ZX2                                                 | ZX2                                                        | ZX2                                                        | ZX2                                                        |                                                            |                                                            |                                                            |                                                            |                                                            |                                                            |                                                            |                                                            |                                                            | Fiesta ST                                                  | Fiesta ST                                                  | Fiesta ST                                                  | Fiesta ST                                                  | Fiesta ST                                                  | Fiesta ST                                                  |                                                            |                                                            |                                                            |                                                            |                |
| Compacte sportwagen                                        | Compacte sportwagen                                        |                                                            |                                                            |                                                            |                                                            |                                                            |                                                            |                                                            |                                                            |                                                            |                                                            |                                                            |                                                            |                                                            |                                                            |                                                            |                                                            |                                                            |                                                            |                                                            |                                                            |                                                            |                                                            |                                                            |                                                            |                                                            |                                                            |                                                            |                                                            |                                                            |                                                            |                                                            | Focus ST                                                   |                                                            |                                                            |                                                            |                                                            |                                                            |                                                            |                                                            |                                                            |                                                            |                                                            |                                                            |                                                            |                |
| Compacte sportwagen                                        | Compacte sportwagen                                        |                                                            |                                                            |                                                            |                                                            |                                                            |                                                            |                                                            |                                                            |                                                            |                                                            |                                                            |                                                            |                                                            |                                                            |                                                            |                                                            |                                                            |                                                            |                                                            |                                                            |                                                            |                                                            |                                                            |                                                            |                                                            |                                                            |                                                            |                                                            |                                                            |                                                            |                                                            |                                                            |                                                            |                                                            | Focus RS                                                   |                                                            |                                                            |                                                            |                                                            |                                                            |                                                            |                                                            |                                                            |                                                            |                |
| Sportwagen                                                 | Sportwagen                                                 | Mustang                                                    | Mustang                                                    | Mustang                                                    | Mustang                                                    | Mustang                                                    | Mustang                                                    | Mustang                                                    | Mustang                                                    | Mustang                                                    | Mustang                                                    | Mustang                                                    | Mustang                                                    | Mustang                                                    | Mustang                                                    | Mustang                                                    | Mustang                                                    | Mustang                                                    | Mustang                                                    | Mustang                                                    | Mustang                                                    | Mustang                                                    | Mustang                                                    | Mustang                                                    | Mustang                                                    | Mustang                                                    | Mustang                                                    | Mustang                                                    | Mustang                                                    | Mustang                                                    | Mustang                                                    | Mustang                                                    | Mustang                                                    | Mustang                                                    | Mustang                                                    | Mustang                                                    | Mustang                                                    | Mustang                                                    | Mustang                                                    | Mustang                                                    | Mustang                                                    | Mustang                                                    | Mustang                                                    | Mustang                                                    | Mustang                                                    | Mustang        |
| Sportwagen                                                 | Sportwagen                                                 |                                                            |                                                            |                                                            |                                                            |                                                            |                                                            |                                                            |                                                            |                                                            |                                                            |                                                            |                                                            |                                                            |                                                            |                                                            |                                                            |                                                            |                                                            |                                                            |                                                            |                                                            |                                                            |                                                            |                                                            |                                                            | GT                                                         | GT                                                         |                                                            |                                                            |                                                            |                                                            |                                                            |                                                            |                                                            |                                                            |                                                            |                                                            | GT                                                         | GT                                                         | GT                                                         | GT                                                         | GT                                                         | GT                                                         |                                                            |                |
| CUV                                                        | Compact                                                    |                                                            |                                                            |                                                            |                                                            |                                                            |                                                            |                                                            |                                                            |                                                            |                                                            |                                                            |                                                            |                                                            |                                                            |                                                            |                                                            |                                                            |                                                            |                                                            |                                                            |                                                            |                                                            |                                                            |                                                            |                                                            |                                                            |                                                            |                                                            |                                                            |                                                            |                                                            |                                                            |                                                            |                                                            |                                                            |                                                            |                                                            |                                                            |                                                            |                                                            |                                                            | Bronco Sport                                               | Bronco Sport                                               | Bronco Sport                                               | Bronco Sport   |
| CUV                                                        | Compact                                                    |                                                            |                                                            |                                                            |                                                            |                                                            |                                                            |                                                            |                                                            |                                                            |                                                            |                                                            |                                                            |                                                            |                                                            |                                                            |                                                            |                                                            |                                                            |                                                            |                                                            |                                                            |                                                            |                                                            |                                                            |                                                            |                                                            |                                                            |                                                            |                                                            |                                                            |                                                            |                                                            |                                                            |                                                            |                                                            |                                                            |                                                            |                                                            |                                                            | Mustang Mach-E                                             |                                                            |                                                            |                                                            |                                                            |                |
| CUV                                                        | Middelgroot                                                |                                                            |                                                            |                                                            |                                                            |                                                            |                                                            |                                                            |                                                            |                                                            |                                                            |                                                            |                                                            |                                                            |                                                            |                                                            |                                                            |                                                            |                                                            |                                                            |                                                            |                                                            |                                                            |                                                            |                                                            |                                                            |                                                            |                                                            | Edge                                                       | Edge                                                       | Edge                                                       | Edge                                                       | Edge                                                       | Edge                                                       | Edge                                                       | Edge                                                       | Edge                                                       | Edge                                                       | Edge                                                       | Edge                                                       | Edge                                                       | Edge                                                       | Edge                                                       | Edge                                                       | Edge                                                       | Edge           |
| CUV                                                        | Middelgroot                                                |                                                            |                                                            |                                                            |                                                            |                                                            |                                                            |                                                            |                                                            |                                                            |                                                            |                                                            |                                                            |                                                            |                                                            |                                                            |                                                            |                                                            |                                                            |                                                            |                                                            |                                                            |                                                            |                                                            |                                                            |                                                            |                                                            |                                                            |                                                            |                                                            |                                                            |                                                            | Explorer                                                   | Explorer                                                   | Explorer                                                   | Explorer                                                   | Explorer                                                   | Explorer                                                   | Explorer                                                   | Explorer                                                   | Explorer                                                   | Explorer                                                   | Explorer                                                   | Explorer                                                   | Explorer                                                   | Explorer       |
| CUV                                                        | Groot                                                      |                                                            |                                                            |                                                            |                                                            |                                                            |                                                            |                                                            |                                                            |                                                            |                                                            |                                                            |                                                            |                                                            |                                                            |                                                            |                                                            |                                                            |                                                            |                                                            |                                                            |                                                            |                                                            |                                                            |                                                            |                                                            | Freestyle                                                  | Freestyle                                                  | Freestyle                                                  | Taurus X                                                   | Taurus X                                                   |                                                            |                                                            |                                                            |                                                            |                                                            |                                                            |                                                            |                                                            |                                                            |                                                            |                                                            |                                                            |                                                            |                                                            |                |
| CUV                                                        | Groot                                                      |                                                            |                                                            |                                                            |                                                            |                                                            |                                                            |                                                            |                                                            |                                                            |                                                            |                                                            |                                                            |                                                            |                                                            |                                                            |                                                            |                                                            |                                                            |                                                            |                                                            |                                                            |                                                            |                                                            |                                                            |                                                            |                                                            |                                                            | Flex                                                       |                                                            |                                                            |                                                            |                                                            |                                                            |                                                            |                                                            |                                                            |                                                            |                                                            |                                                            |                                                            |                                                            |                                                            |                                                            |                                                            |                |
| SUV                                                        | Compact                                                    |                                                            |                                                            |                                                            |                                                            |                                                            |                                                            |                                                            |                                                            |                                                            |                                                            |                                                            |                                                            |                                                            |                                                            |                                                            |                                                            |                                                            |                                                            |                                                            |                                                            |                                                            |                                                            |                                                            |                                                            |                                                            |                                                            |                                                            |                                                            |                                                            |                                                            |                                                            |                                                            |                                                            |                                                            |                                                            |                                                            |                                                            |                                                            | EcoSport                                                   | EcoSport                                                   | EcoSport                                                   | EcoSport                                                   | EcoSport                                                   |                                                            |                |
| SUV                                                        | Compact                                                    |                                                            |                                                            |                                                            |                                                            |                                                            |                                                            |                                                            |                                                            |                                                            |                                                            |                                                            |                                                            |                                                            |                                                            |                                                            |                                                            |                                                            |                                                            |                                                            |                                                            |                                                            | Escape                                                     | Escape                                                     | Escape                                                     | Escape                                                     | Escape                                                     | Escape                                                     | Escape                                                     | Escape                                                     | Escape                                                     | Escape                                                     | Escape                                                     | Escape                                                     | Escape                                                     | Escape                                                     | Escape                                                     | Escape                                                     | Escape                                                     | Escape                                                     | Escape                                                     | Escape                                                     | Escape                                                     | Escape                                                     | Escape                                                     | Escape         |
| SUV                                                        | Middelgroot                                                |                                                            |                                                            |                                                            | Bronco II                                                  | Bronco II                                                  | Bronco II                                                  | Bronco II                                                  | Bronco II                                                  | Bronco II                                                  | Bronco II                                                  | Explorer                                                   | Explorer                                                   | Explorer                                                   | Explorer                                                   | Explorer                                                   | Explorer                                                   | Explorer                                                   | Explorer                                                   | Explorer                                                   | Explorer                                                   | Explorer                                                   | Explorer                                                   | Explorer                                                   | Explorer                                                   | Explorer                                                   | Explorer                                                   | Explorer                                                   | Explorer                                                   | Explorer                                                   | Explorer                                                   | Explorer                                                   |                                                            |                                                            |                                                            |                                                            |                                                            |                                                            |                                                            |                                                            |                                                            |                                                            | Bronco                                                     | Bronco                                                     | Bronco                                                     | Bronco         |
| SUV                                                        | Groot                                                      | Bronco                                                     | Bronco                                                     | Bronco                                                     | Bronco                                                     | Bronco                                                     | Bronco                                                     | Bronco                                                     | Bronco                                                     | Bronco                                                     | Bronco                                                     | Bronco                                                     | Bronco                                                     | Bronco                                                     | Bronco                                                     | Bronco                                                     | Bronco                                                     | Bronco                                                     | Expedition                                                 | Expedition                                                 | Expedition                                                 | Expedition                                                 | Expedition                                                 | Expedition                                                 | Expedition                                                 | Expedition                                                 | Expedition                                                 | Expedition                                                 | Expedition                                                 | Expedition                                                 | Expedition                                                 | Expedition                                                 | Expedition                                                 | Expedition                                                 | Expedition                                                 | Expedition                                                 | Expedition                                                 | Expedition                                                 | Expedition                                                 | Expedition                                                 | Expedition                                                 | Expedition                                                 | Expedition                                                 | Expedition                                                 | Expedition                                                 | Expedition     |
| SUV                                                        | Groot                                                      |                                                            |                                                            |                                                            |                                                            |                                                            |                                                            |                                                            |                                                            |                                                            |                                                            |                                                            |                                                            |                                                            |                                                            |                                                            |                                                            |                                                            |                                                            |                                                            |                                                            | Excursion                                                  | Excursion                                                  | Excursion                                                  | Excursion                                                  | Excursion                                                  | Excursion                                                  |                                                            | Expedition EL/Max                                          | Expedition EL/Max                                          | Expedition EL/Max                                          | Expedition EL/Max                                          | Expedition EL/Max                                          | Expedition EL/Max                                          | Expedition EL/Max                                          | Expedition EL/Max                                          | Expedition EL/Max                                          | Expedition EL/Max                                          | Expedition EL/Max                                          | Expedition Max                                             | Expedition Max                                             | Expedition Max                                             | Expedition Max                                             | Expedition Max                                             | Expedition Max                                             | Expedition Max |
| Compacte MPV                                               | Compact                                                    |                                                            |                                                            |                                                            |                                                            |                                                            |                                                            |                                                            |                                                            |                                                            |                                                            |                                                            |                                                            |                                                            |                                                            |                                                            |                                                            |                                                            |                                                            |                                                            |                                                            |                                                            |                                                            |                                                            |                                                            |                                                            |                                                            |                                                            |                                                            |                                                            |                                                            |                                                            |                                                            |                                                            | C-MAX                                                      | C-MAX                                                      | C-MAX                                                      | C-MAX                                                      | C-MAX                                                      | C-MAX                                                      |                                                            |                                                            |                                                            |                                                            |                                                            |                |
| Compacte MPV                                               | Groot                                                      |                                                            |                                                            |                                                            |                                                            |                                                            |                                                            | Aerostar                                                   | Aerostar                                                   | Aerostar                                                   | Aerostar                                                   | Aerostar                                                   | Aerostar                                                   | Aerostar                                                   | Aerostar                                                   | Aerostar                                                   | Aerostar                                                   | Aerostar                                                   | Aerostar                                                   |                                                            |                                                            |                                                            |                                                            |                                                            |                                                            |                                                            |                                                            |                                                            |                                                            |                                                            |                                                            |                                                            |                                                            |                                                            |                                                            |                                                            |                                                            |                                                            |                                                            |                                                            |                                                            |                                                            |                                                            |                                                            |                                                            |                |
| Compacte MPV                                               | Groot                                                      |                                                            |                                                            |                                                            |                                                            |                                                            |                                                            |                                                            |                                                            |                                                            |                                                            |                                                            |                                                            |                                                            |                                                            |                                                            | Windstar                                                   | Windstar                                                   | Windstar                                                   | Windstar                                                   | Windstar                                                   | Windstar                                                   | Windstar                                                   | Windstar                                                   | Windstar                                                   | Freestar                                                   | Freestar                                                   | Freestar                                                   | Freestar                                                   |                                                            |                                                            |                                                            |                                                            |                                                            |                                                            |                                                            |                                                            |                                                            |                                                            |                                                            |                                                            |                                                            |                                                            |                                                            |                                                            |                |
| Pick-up                                                    | Compact                                                    | Courier                                                    | Courier                                                    | Courier                                                    | Ranger                                                     | Ranger                                                     | Ranger                                                     | Ranger                                                     | Ranger                                                     | Ranger                                                     | Ranger                                                     | Ranger                                                     | Ranger                                                     | Ranger                                                     | Ranger                                                     | Ranger                                                     | Ranger                                                     | Ranger                                                     | Ranger                                                     | Ranger                                                     | Ranger                                                     | Ranger                                                     | Ranger                                                     | Ranger                                                     | Ranger                                                     | Ranger                                                     | Ranger                                                     | Ranger                                                     | Ranger                                                     | Ranger                                                     | Ranger                                                     | Ranger                                                     | Ranger                                                     |                                                            |                                                            |                                                            |                                                            |                                                            |                                                            |                                                            |                                                            |                                                            | Maverick                                                   | Maverick                                                   | Maverick                                                   | Maverick       |
| Pick-up                                                    | Middelgroot                                                |                                                            |                                                            |                                                            |                                                            |                                                            |                                                            |                                                            |                                                            |                                                            |                                                            |                                                            |                                                            |                                                            |                                                            |                                                            |                                                            |                                                            |                                                            |                                                            |                                                            |                                                            | Explorer Sport Trac                                        | Explorer Sport Trac                                        | Explorer Sport Trac                                        | Explorer Sport Trac                                        | Explorer Sport Trac                                        |                                                            | Explorer Sport Trac                                        | Explorer Sport Trac                                        | Explorer Sport Trac                                        | Explorer Sport Trac                                        |                                                            |                                                            |                                                            |                                                            |                                                            |                                                            |                                                            |                                                            | Ranger                                                     | Ranger                                                     | Ranger                                                     | Ranger                                                     | Ranger                                                     | Ranger         |
| Pick-up                                                    | Groot                                                      | F-Series                                                   | F-Series                                                   | F-Series                                                   | F-Series                                                   | F-Series                                                   | F-Series                                                   | F-Series                                                   | F-Series                                                   | F-Series                                                   | F-Series                                                   | F-Series                                                   | F-Series                                                   | F-Series                                                   | F-Series                                                   | F-Series                                                   | F-Series                                                   | F-Series                                                   | F-150/F-250                                                | F-150/F-250                                                | F-150/F-250                                                | F-150/F-250                                                | F-150/F-250                                                | F-150/F-250                                                | F-150/F-250                                                | F-150                                                      | F-150                                                      | F-150                                                      | F-150                                                      | F-150                                                      | F-150                                                      | F-150                                                      | F-150                                                      | F-150                                                      | F-150                                                      | F-150                                                      | F-150                                                      | F-150                                                      | F-150                                                      | F-150                                                      | F-150                                                      | F-150                                                      | F-150                                                      | F-150                                                      | F-150                                                      | F-150          |
| Pick-up                                                    | Groot                                                      |                                                            |                                                            |                                                            |                                                            |                                                            |                                                            |                                                            |                                                            |                                                            |                                                            |                                                            |                                                            | SVT Lightning                                              | SVT Lightning                                              | SVT Lightning                                              | SVT Lightning                                              |                                                            |                                                            |                                                            | SVT Lightning                                              | SVT Lightning                                              | SVT Lightning                                              | SVT Lightning                                              | SVT Lightning                                              | SVT Lightning                                              |                                                            |                                                            |                                                            |                                                            |                                                            | SVT Raptor                                                 | SVT Raptor                                                 | SVT Raptor                                                 | SVT Raptor                                                 | SVT Raptor                                                 |                                                            |                                                            | Raptor                                                     | Raptor                                                     | Raptor                                                     | Raptor                                                     | Raptor                                                     | Raptor                                                     | Raptor                                                     | Raptor         |
| Pick-up                                                    | Groot                                                      |                                                            |                                                            |                                                            |                                                            |                                                            |                                                            |                                                            |                                                            |                                                            |                                                            |                                                            |                                                            |                                                            |                                                            |                                                            |                                                            |                                                            |                                                            |                                                            | Super Duty                                                 | Super Duty                                                 | Super Duty                                                 | Super Duty                                                 | Super Duty                                                 | Super Duty                                                 | Super Duty                                                 | Super Duty                                                 | Super Duty                                                 | Super Duty                                                 | Super Duty                                                 | Super Duty                                                 | Super Duty                                                 | Super Duty                                                 | Super Duty                                                 | Super Duty                                                 | Super Duty                                                 | Super Duty                                                 | Super Duty                                                 | Super Duty                                                 | Super Duty                                                 | Super Duty                                                 | Super Duty                                                 | Super Duty                                                 | Super Duty                                                 | Super Duty     |
| Bestelwagen                                                | Bestelwagen                                                |                                                            |                                                            |                                                            |                                                            |                                                            |                                                            |                                                            |                                                            |                                                            |                                                            |                                                            |                                                            |                                                            |                                                            |                                                            |                                                            |                                                            |                                                            |                                                            |                                                            |                                                            |                                                            |                                                            |                                                            |                                                            |                                                            |                                                            |                                                            |                                                            |                                                            | Transit Connect                                            | Transit Connect                                            | Transit Connect                                            | Transit Connect                                            | Transit Connect                                            | Transit Connect                                            | Transit Connect                                            | Transit Connect                                            | Transit Connect                                            | Transit Connect                                            | Transit Connect                                            | Transit Connect                                            | Transit Connect                                            |                                                            |                |
| Bestelwagen                                                | Bestelwagen                                                | Econoline/Club Wagon                                       | Econoline/Club Wagon                                       | Econoline/Club Wagon                                       | Econoline/Club Wagon                                       | Econoline/Club Wagon                                       | Econoline/Club Wagon                                       | Econoline/Club Wagon                                       | Econoline/Club Wagon                                       | Econoline/Club Wagon                                       | Econoline/Club Wagon                                       | Econoline/Club Wagon                                       | Econoline/Club Wagon                                       | Econoline/Club Wagon/E-Series                              | Econoline/Club Wagon/E-Series                              | Econoline/Club Wagon/E-Series                              | Econoline/Club Wagon/E-Series                              | Econoline/Club Wagon/E-Series                              | Econoline/Club Wagon/E-Series                              | Econoline/Club Wagon/E-Series                              | Econoline/Club Wagon/E-Series                              | Econoline/Club Wagon/E-Series                              | Econoline/Club Wagon/E-Series                              | Econoline/Club Wagon/E-Series                              | Econoline/Club Wagon/E-Series                              | Econoline/Club Wagon/E-Series                              | Econoline/Club Wagon/E-Series                              | Econoline/Club Wagon/E-Series                              | Econoline/Club Wagon/E-Series                              | Econoline/Club Wagon/E-Series                              | Econoline/Club Wagon/E-Series                              | Econoline/Club Wagon/E-Series                              | Econoline/Club Wagon/E-Series                              | Econoline/Club Wagon/E-Series                              | Econoline/Club Wagon/E-Series                              | Econoline/Club Wagon/E-Series                              | Transit                                                    | Transit                                                    | Transit                                                    | Transit                                                    | Transit                                                    | Transit                                                    | Transit                                                    | Transit                                                    | Transit                                                    | Transit        |
| Bestelwagen                                                | Bestelwagen                                                |                                                            |                                                            |                                                            |                                                            |                                                            |                                                            |                                                            |                                                            |                                                            |                                                            |                                                            |                                                            |                                                            |                                                            |                                                            |                                                            |                                                            |                                                            |                                                            |                                                            |                                                            |                                                            |                                                            |                                                            |                                                            |                                                            |                                                            |                                                            |                                                            |                                                            |                                                            |                                                            |                                                            | E-Series (open bestelwagen)                                |                                                            |                                                            |                                                            |                                                            |                                                            |                                                            |                                                            |                                                            |                                                            |                                                            |                |